# Lijst van deelnemers aan de Slag bij Waterloo
Deze lijst bevat deelnemers aan de veldslagen bij Quatre-Bras, bij Ligny, bij Waterloo en bij Waver, van 16 tot 19 juni 1815.

## A
- Andries Laurens Akersloot van Houten, 1e luitenant[1]
- Miguel Ricardo de Álava y Esquivel, brigadegeneraal, aide-de-camp van Wellington
- Carl von Alten, luitenant-generaal, bevelhebber 3e Brits-Duitse geallieerde divisie
- Alexandre Charles Joseph Ghislain d'Aubremé, generaal-majoor, bevelhebber 2e Nederlandse brigade, divisie-Chassé

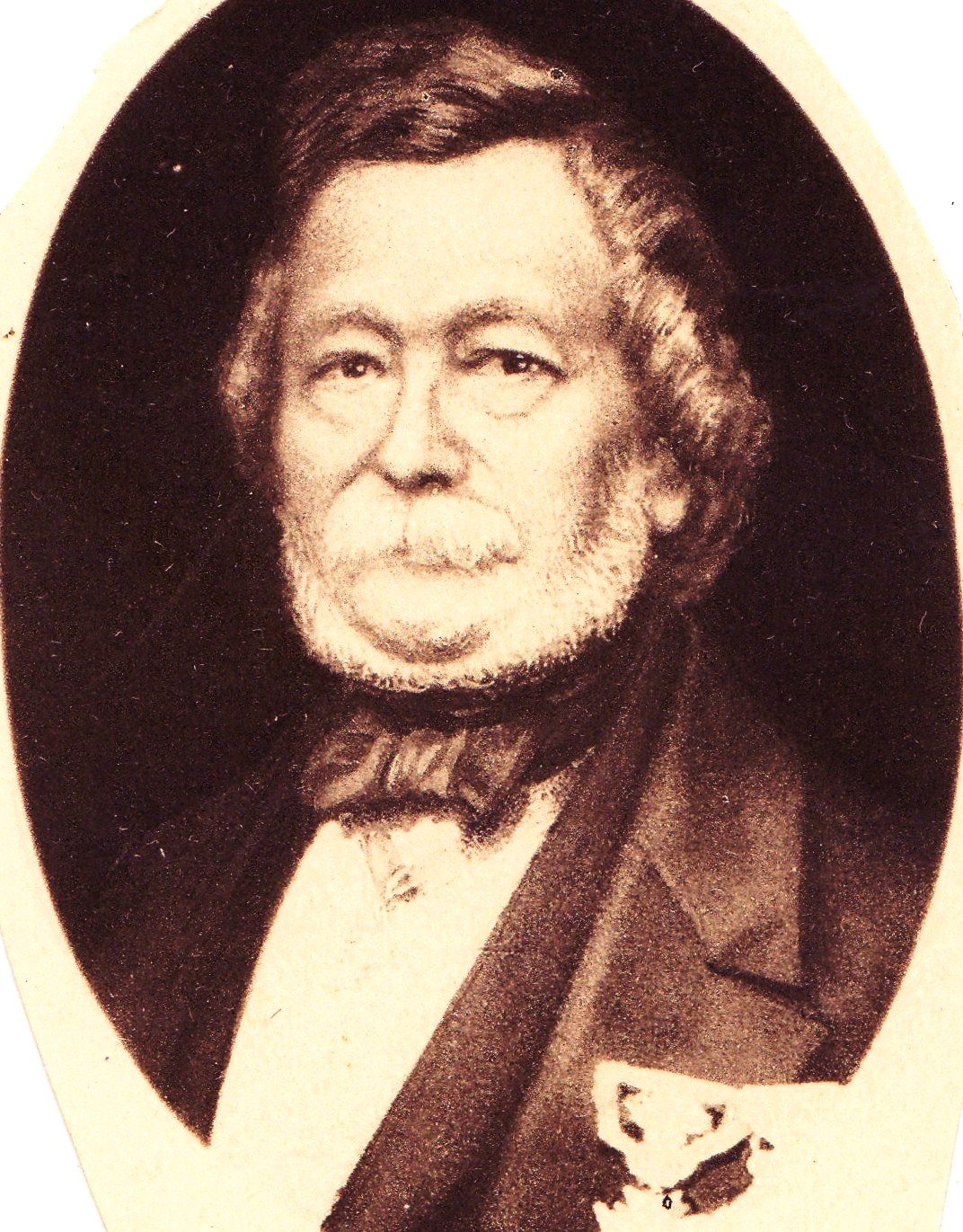
Andries Laurens Akersloot van Houten
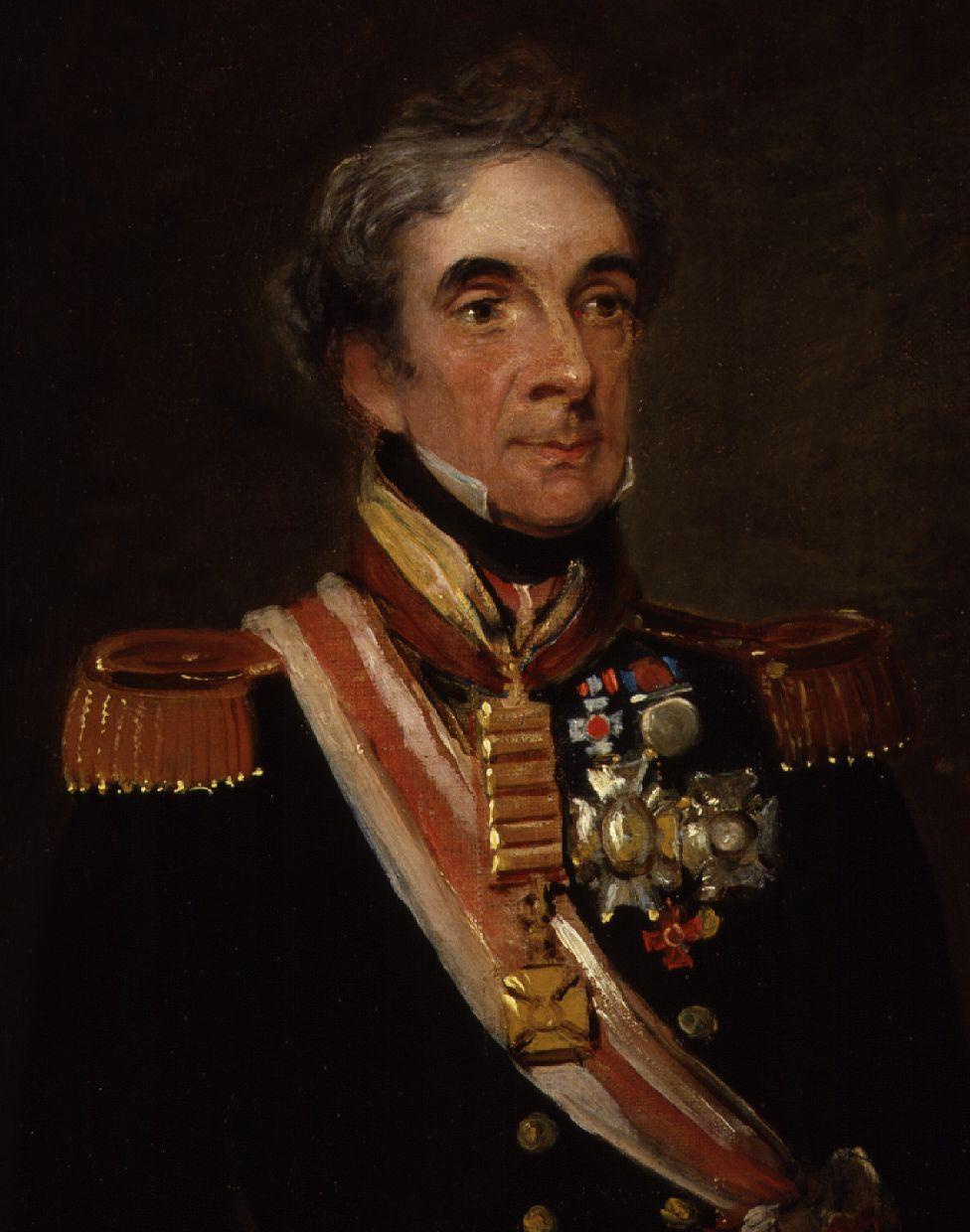
Miguel Ricardo de Álava y Esquivel

## B
- Napoleon I, opperbevelhebber van de Franse legers
- Daniël Otto Bagelaar, luitenant-kolonel, 12e liniebataljon, brigade d'Aubremé
- Charles de La Bédoyère, brigadegeneraal, aide-de-camp van Napoleon
- Adriaan Bijleveld, kapitein van de artillerie[2]
- Gebhard Leberecht von Blücher, Generalfeldmarschall, bevelhebber van het Pruisische Neder-Rijnleger
- Hijbo Everdes de Boer, kapitein, adjudant van Chassé
- Willem François Boreel, luitenant-kolonel, 6e regiment huzaren, brigade-Van Merlen
- hertog Frederik Willem van Brunswijk †, bevelhebber van het Brunswijkse legerkorps of Zwarte Legioen
- Friedrich Wilhelm Bülow von Dennewitz, bevelhebber 4e Pruisisch legerkorps
- Gérard Buzen, luitenant, 8e regiment huzaren (Duvivier)
- Willem Frederik van Bylandt, generaal-majoor, bevelhebber van de 1e brigade in de divisie-de Perponcher

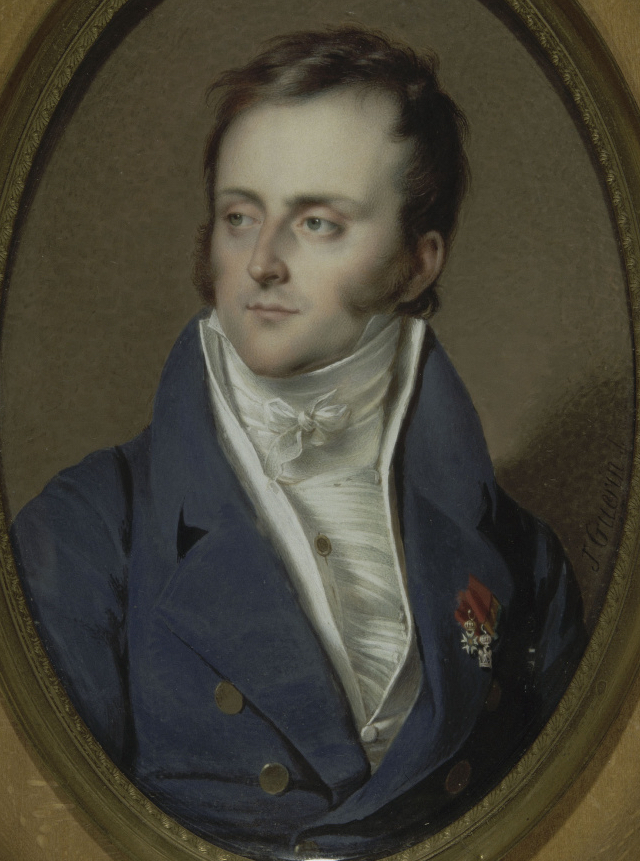
Charles de La Bédoyère
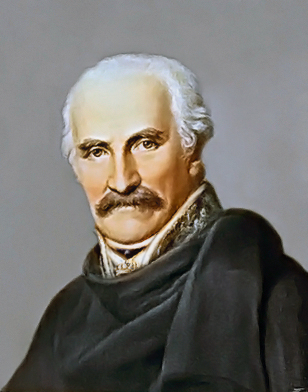
Gebhard Leberecht von Blücher
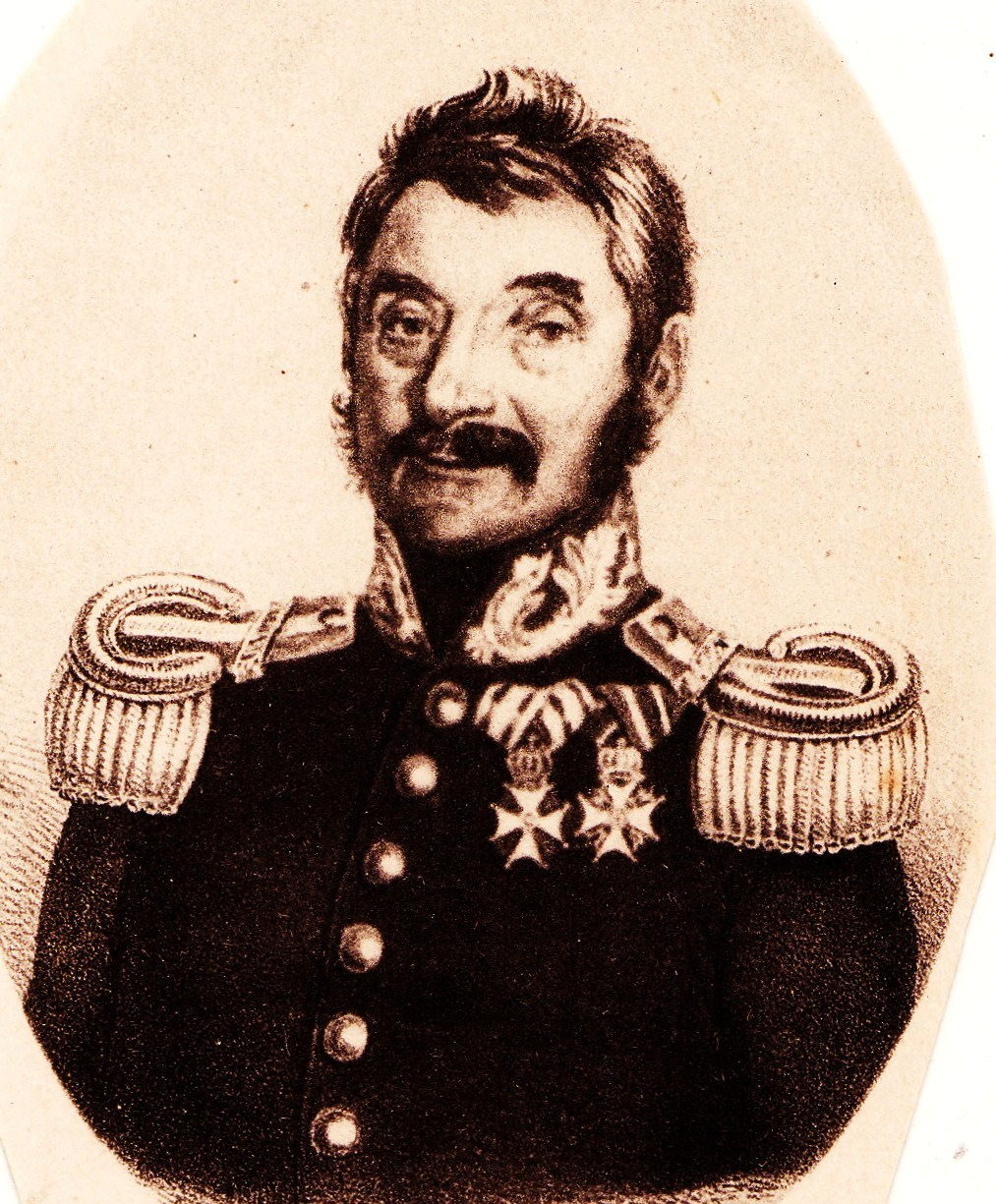
Hijbo Everdes de Boer
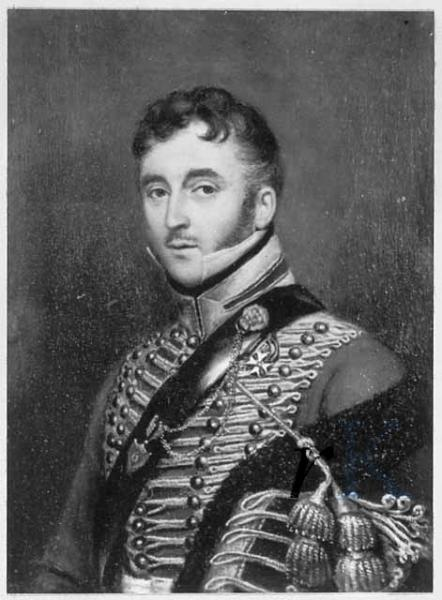
Willem François Boreel
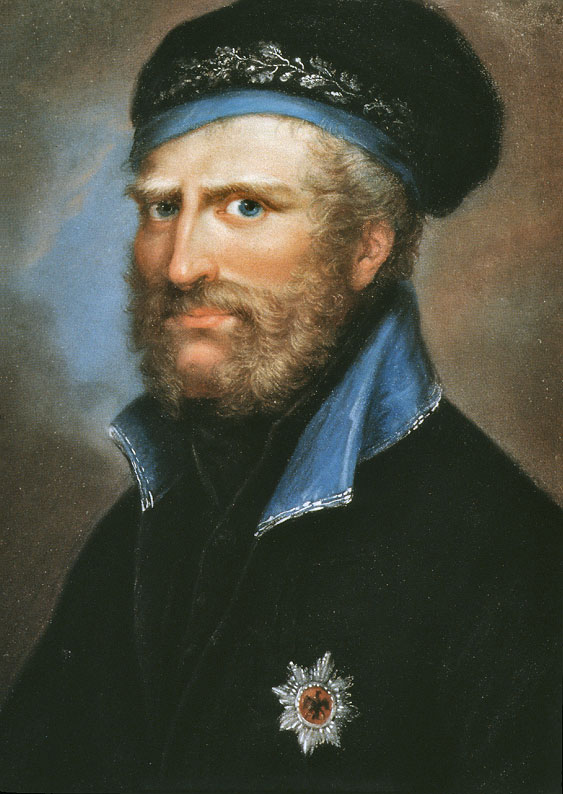
Frederik Willem van Brunswijk
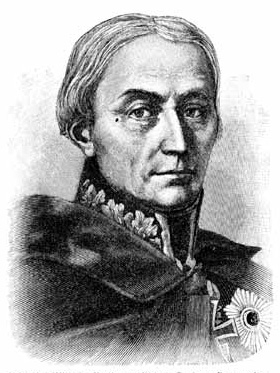
Friedrich Wilhelm Bülow von Dennewitz
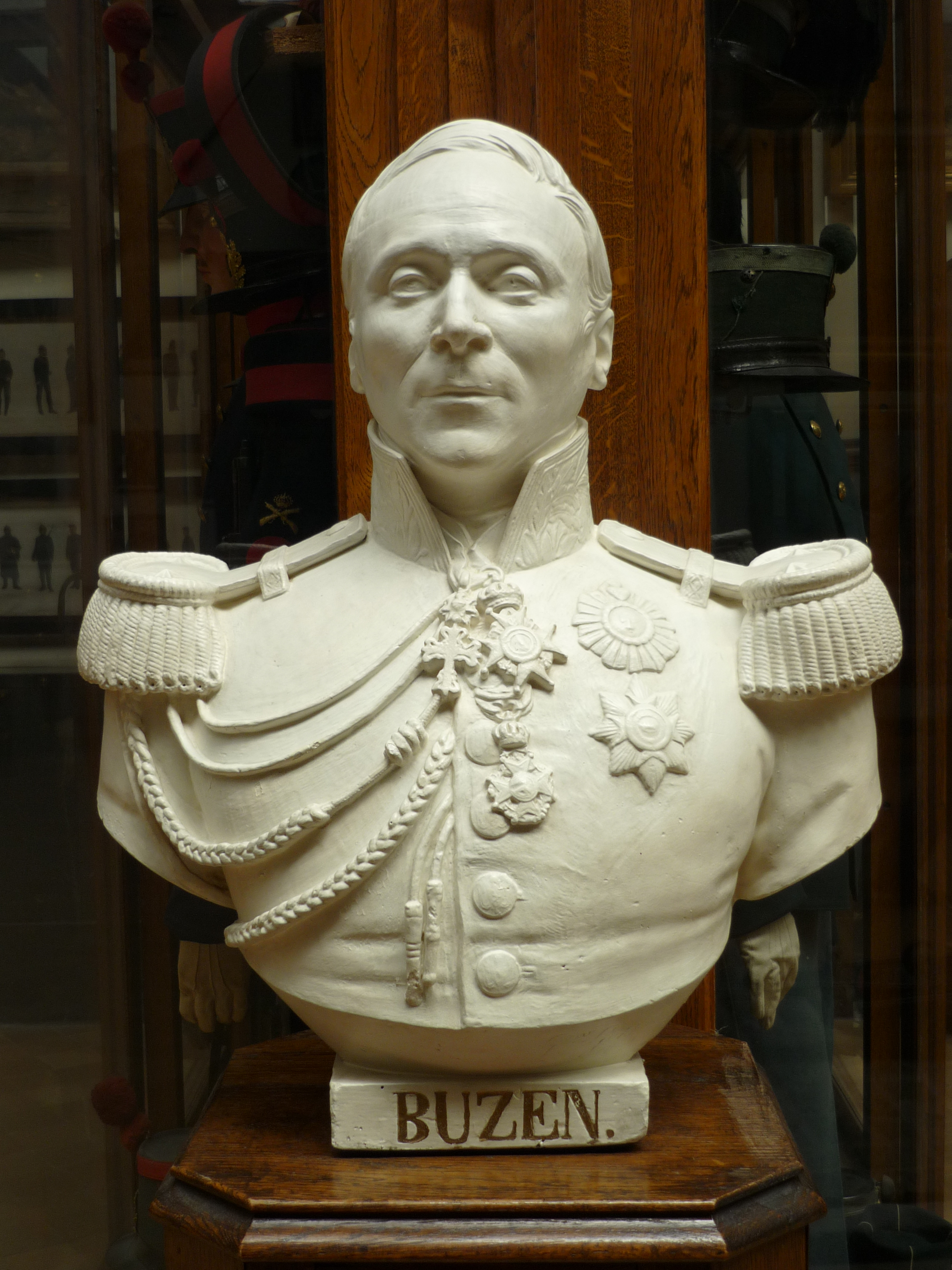
Gérard Buzen
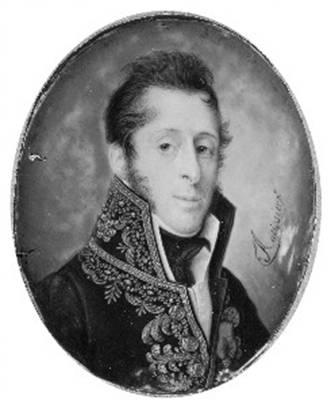
Willem Frederik van Bylandt

## C
- Pierre Cambronne, generaal-majoor, 1e regiment Jagers van de Oude Garde
- David Hendrik Chassé, luitenant-generaal, bevelhebber 3e Nederlandse divisie
- John Colborne, kolonel, bevelhebber 52ste infanterieregiment
- Jean Antoine de Collaert, luitenant-generaal, bevelhebber Nederlandse cavaleriedivisie
- Carl von Clausewitz, kolonel, stafchef van 3e legerkorps (von Thielmann)
- Jean Victor de Constant Rebecque, kwartiermeester-generaal
- Jules Thierry Nicolas de Constant Rebecque, kapitein van de generale staf, toegevoegd aan lichte cavaleriebrigade-Ghigny[3]
- Edward Cotton, sergeant-majoor, 7th Hussars, schrijver van het boek A Voice from Waterloo

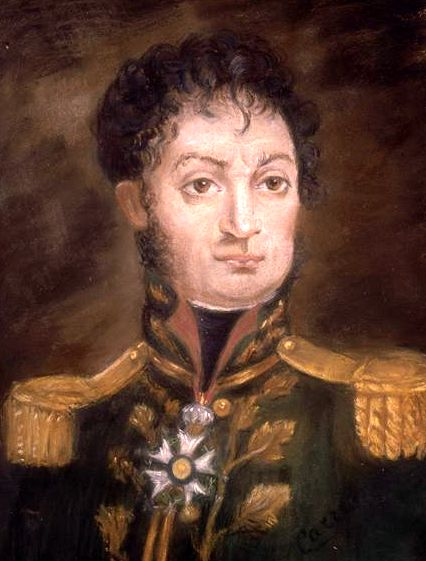
Pierre Cambronne
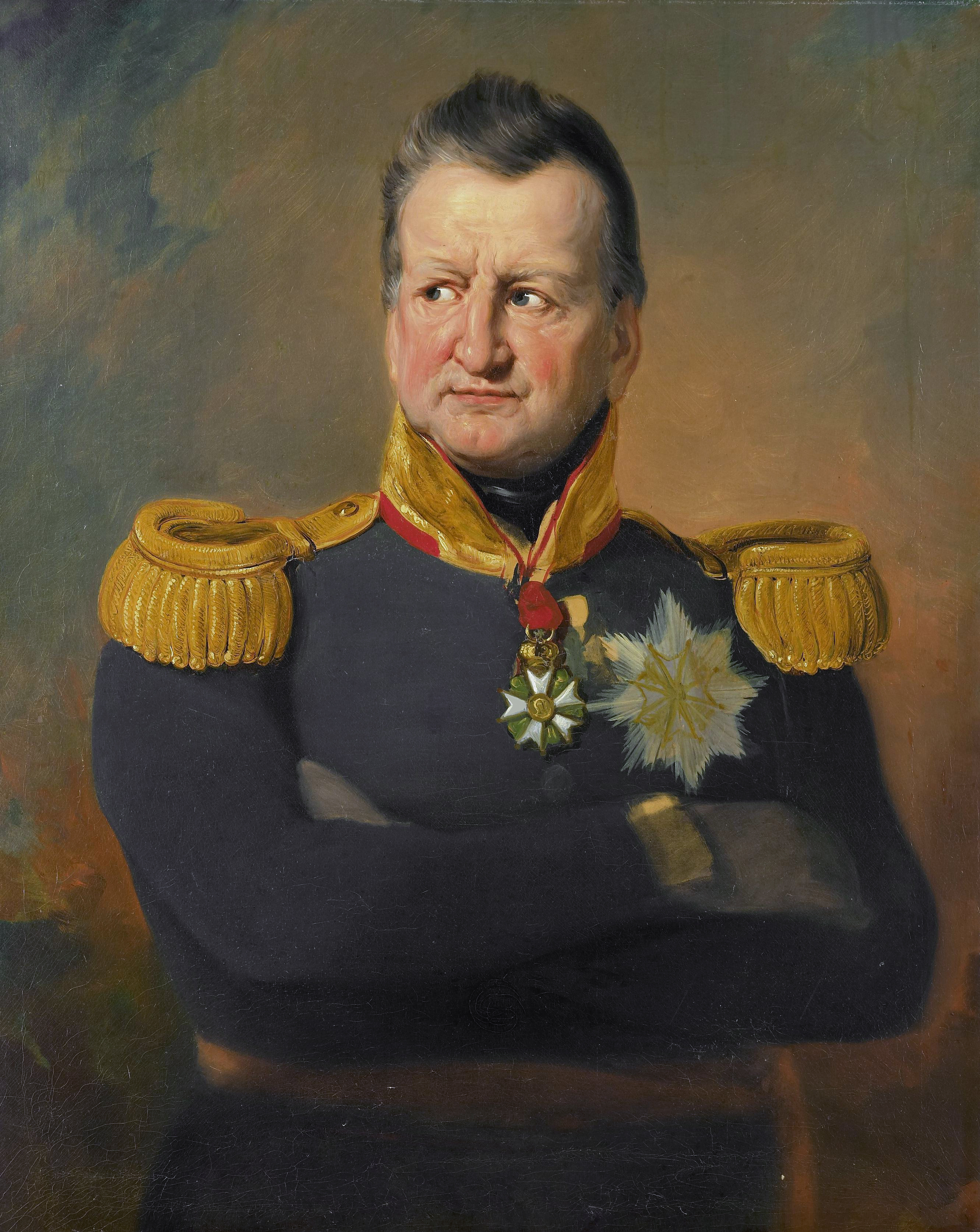
David Hendrik Chassé
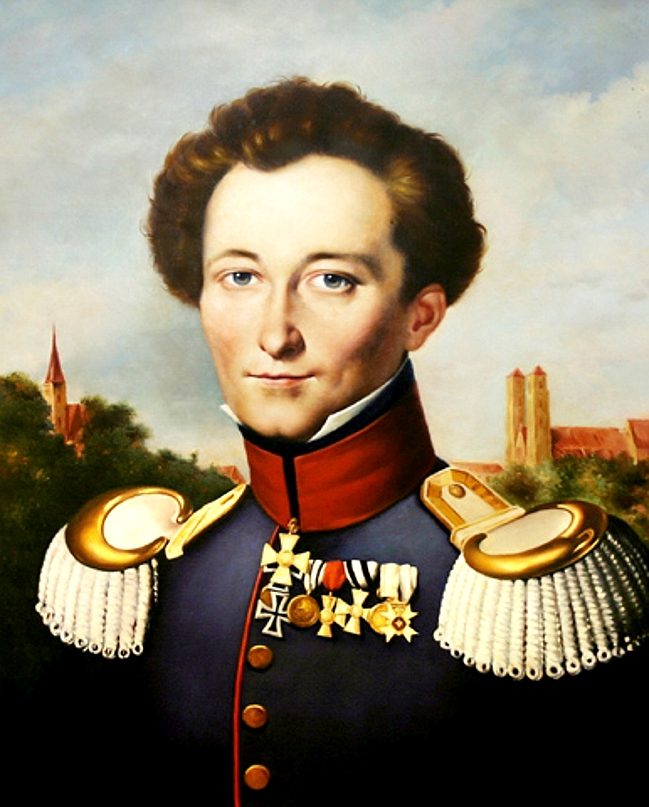
Carl Clausewitz
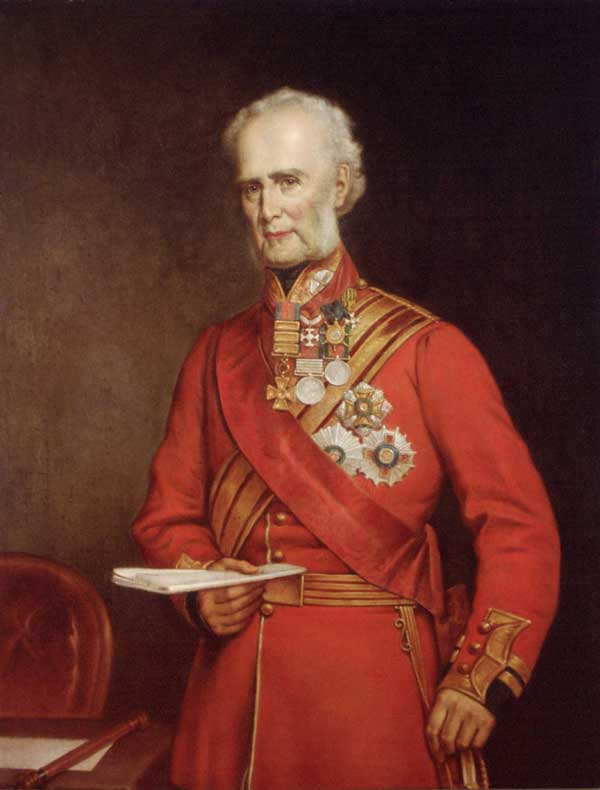
John Colborne
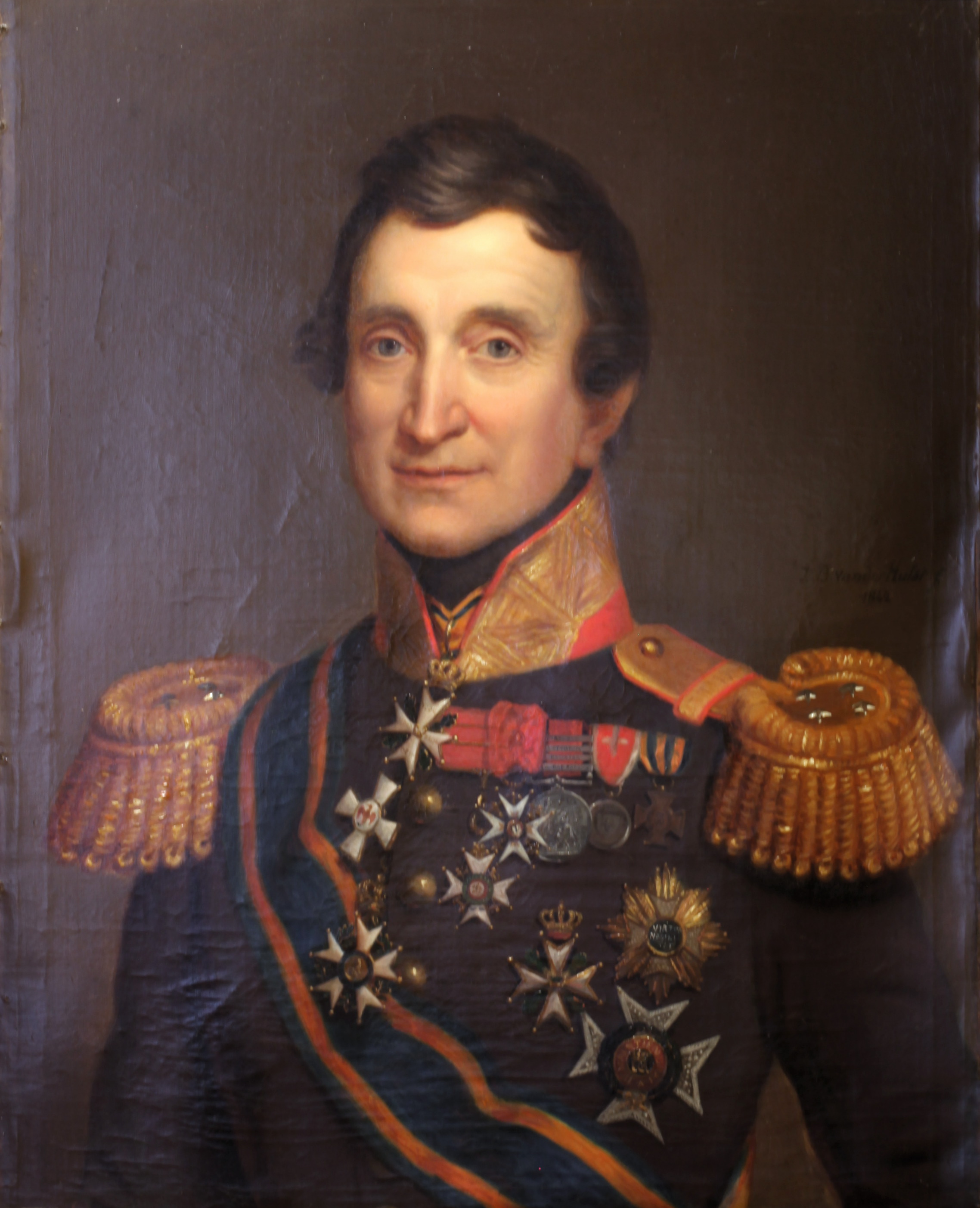
Jean Victor de Constant Rebecque

## D
- Edmond Willem van Dam van Isselt, opperwachtmeester, Utrechtse vrijwilligers
- Hendrik Detmers, kolonel, bevelhebber 1e brigade divisie-Chassé
- Giuseppe Donizetti, muziekkapelmeester
- Jean-Baptiste Drouet d'Erlon, bevelhebber 1e legerkorps
- Guillaume Philibert Duhesme †, bevelhebber van de Jonge Garde
- Jean-Baptiste Dumonceau, ordonnansofficier van Soult[4]
- Pierre Dupont, luitenant artillerie
- Jan Coenraad Duuring, kolonel, Jagers van de Oude Garde[5]
- Ignace Louis Duvivier, luitenant-kolonel, 8e regiment huzaren, 2e lichte brigade-Ghigny
- Hendrik Frederik Karel Duycker, luitenant-adjudant, 6e bataljon nationale militie, brigade-Detmers[6]

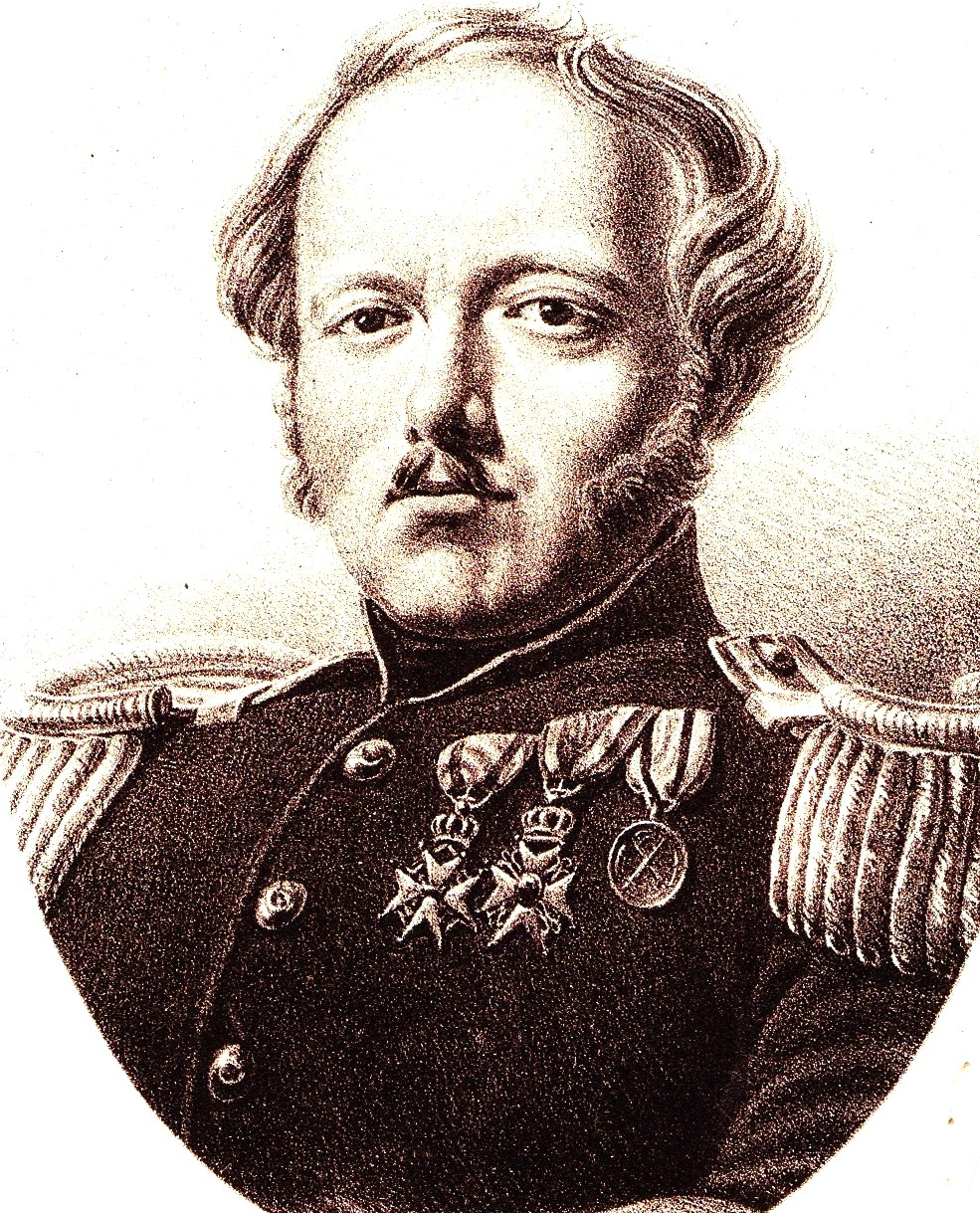
Edmond Willem van Dam van Isselt
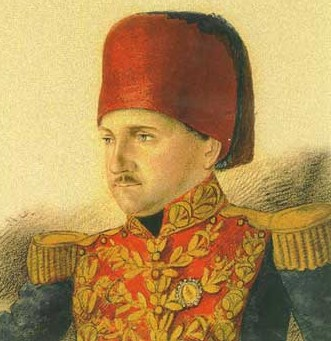
Giuseppe Donizetti
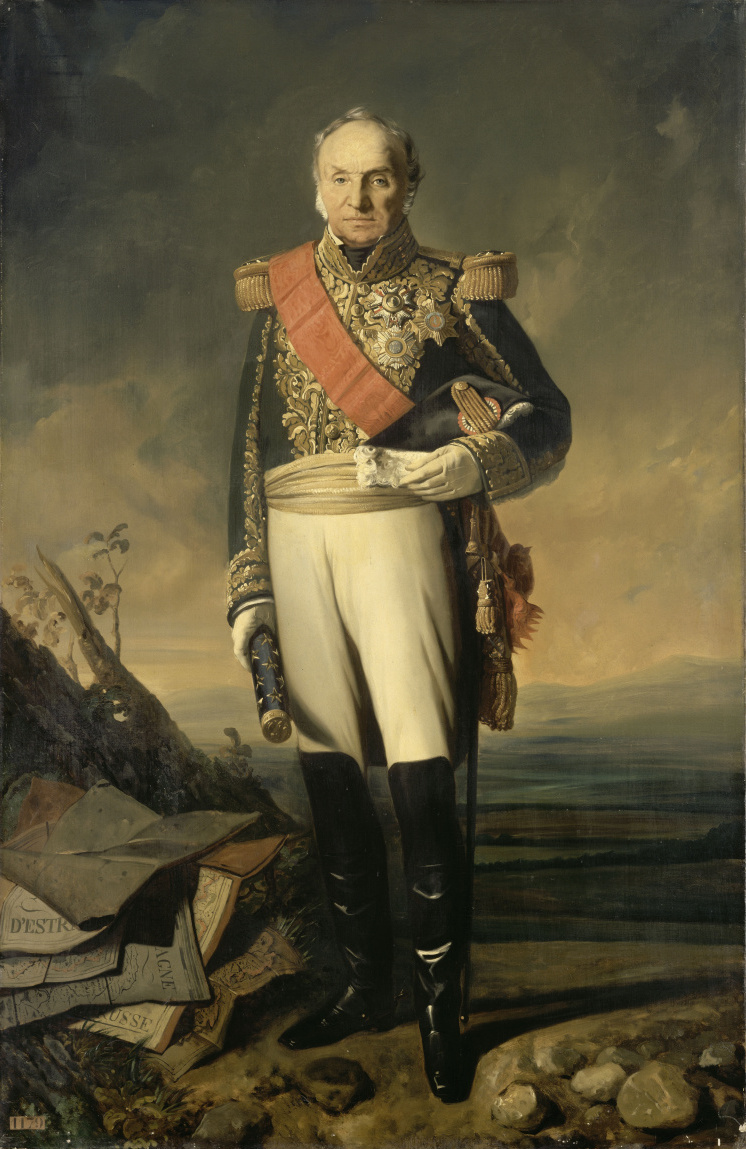
Jean-Baptiste Drouet d'Erlon
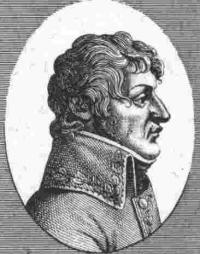
Guillaume Philibert Duhesme
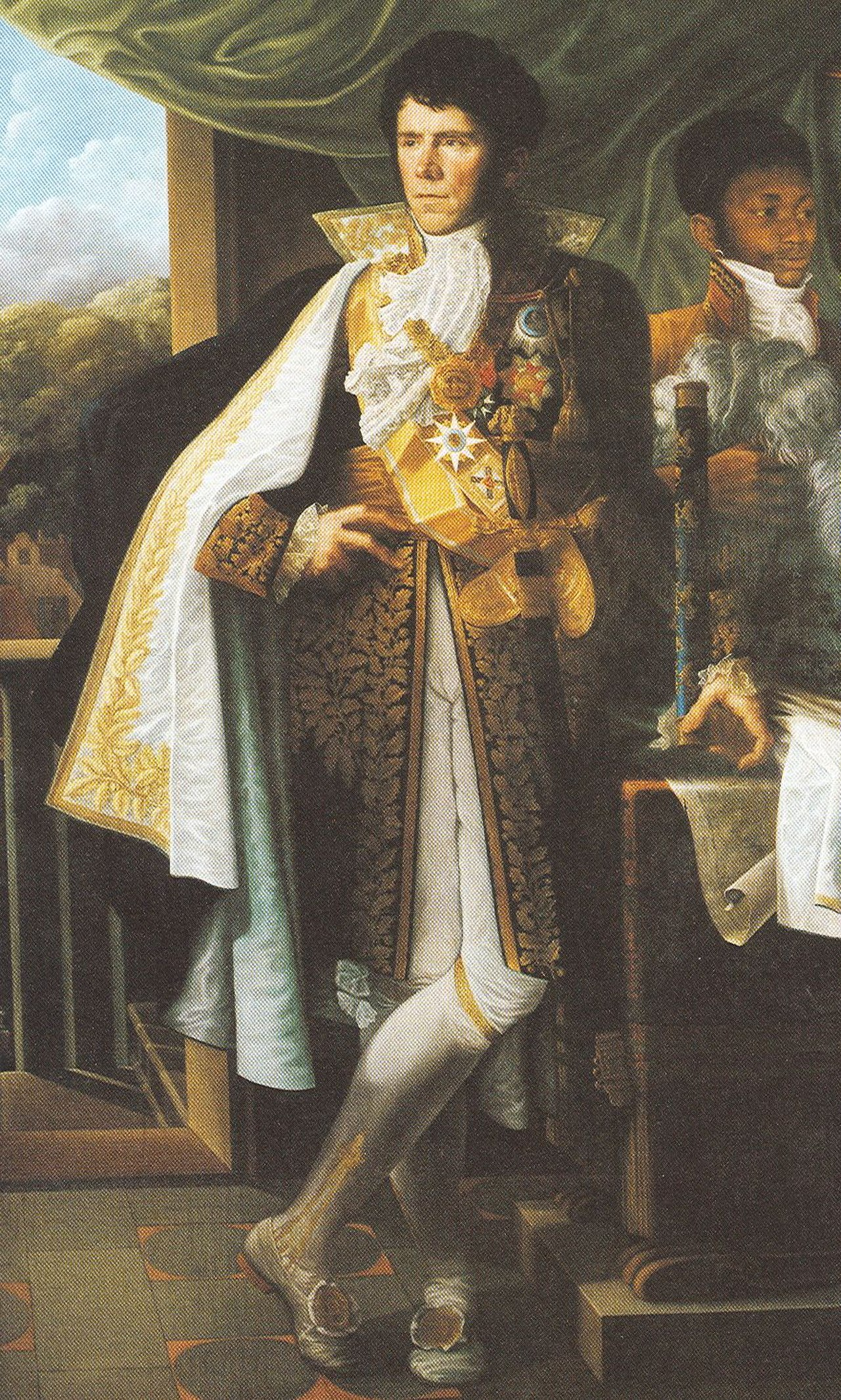
Jean-Baptiste Dumonceau
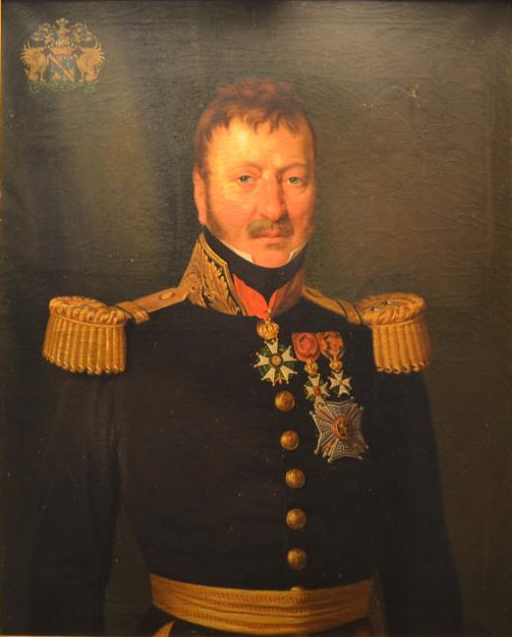
Ignace Louis Duvivier
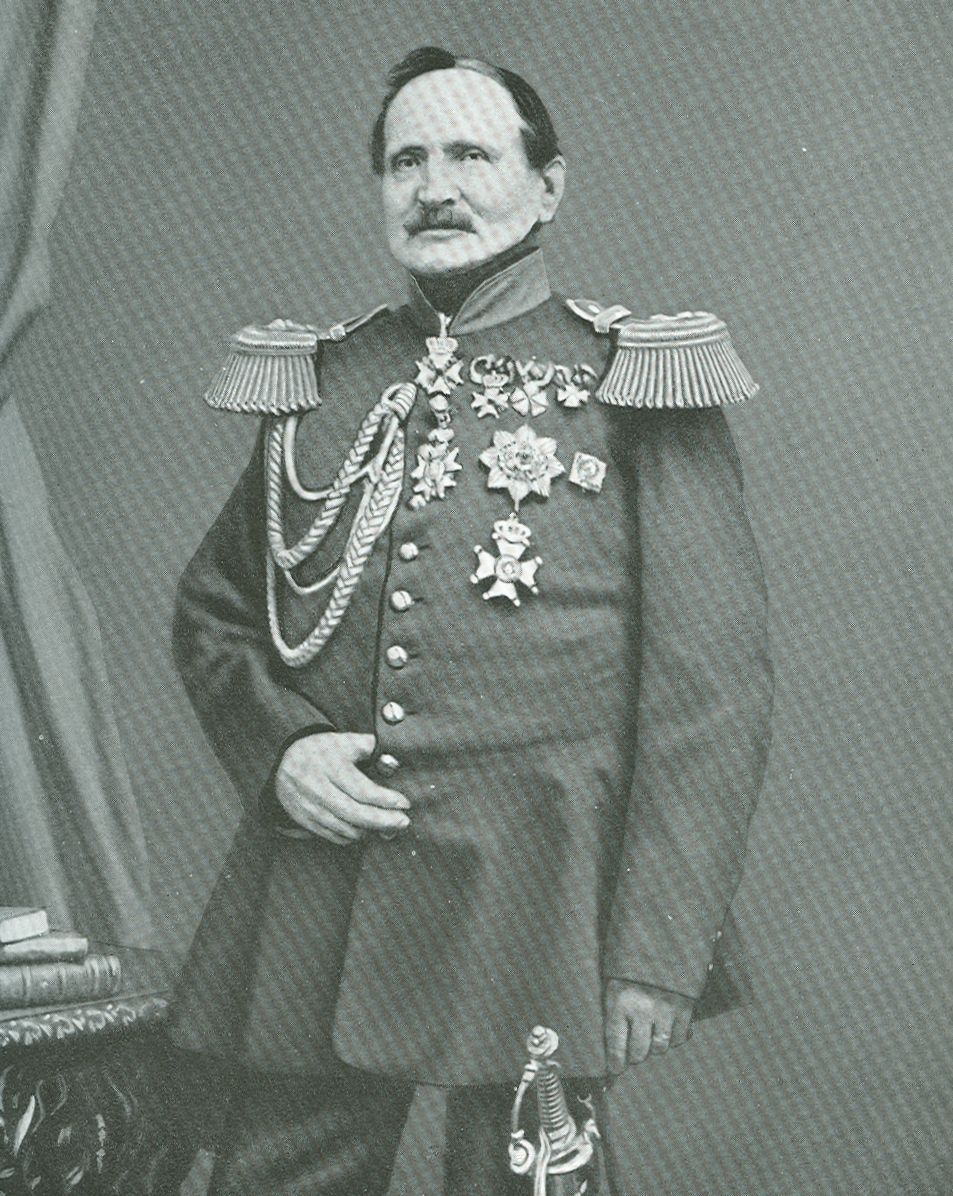
Hendrik Frederik Karel Duycker

## E
- Rémi Joseph Isidore Exelmans, divisiegeneraal, bevelhebber 2e cavaleriekorps onder Grouchy

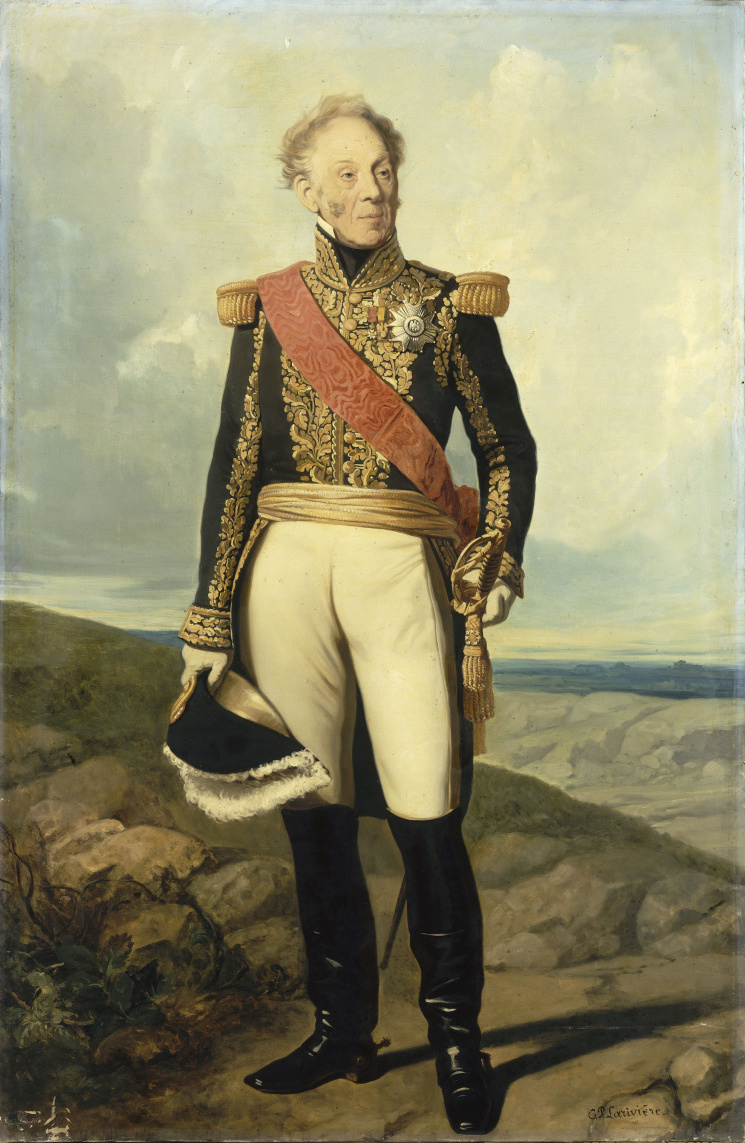
Rémi Joseph Isidore Exelmans

## G
- Friedrich Balduin von Gagern, stafkapitein
- Étienne Maurice Gérard, divisiegeneraal, bevelhebber 4e Frans infanteriekorps
- Charles Étienne Ghigny, generaal-majoor, bevelhebber 2e Nederlandse (lichte) cavaleriebrigade
- August Neidhardt von Gneisenau, luitenant-generaal, stafchef van het Pruisische leger
- Charels Goethals, luitenant-kolonel, 36ste batalon lichte infanterie (Jagers), brigade d'Aubremé
- Emmanuel de Grouchy, maréchal d'Empire, bevelhebber van de rechtervleugel van het Franse leger

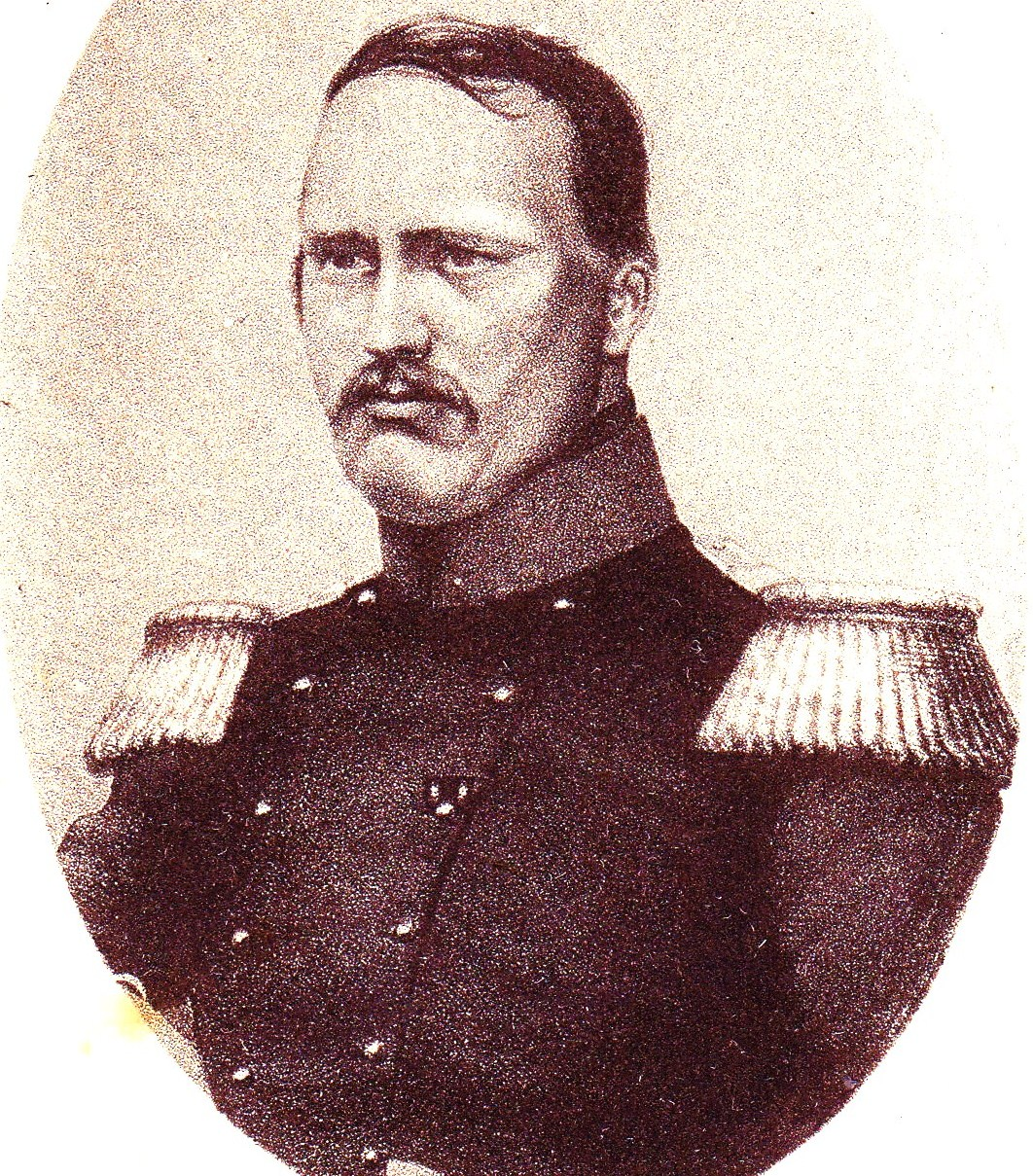
Friedrich Balduin von Gagern
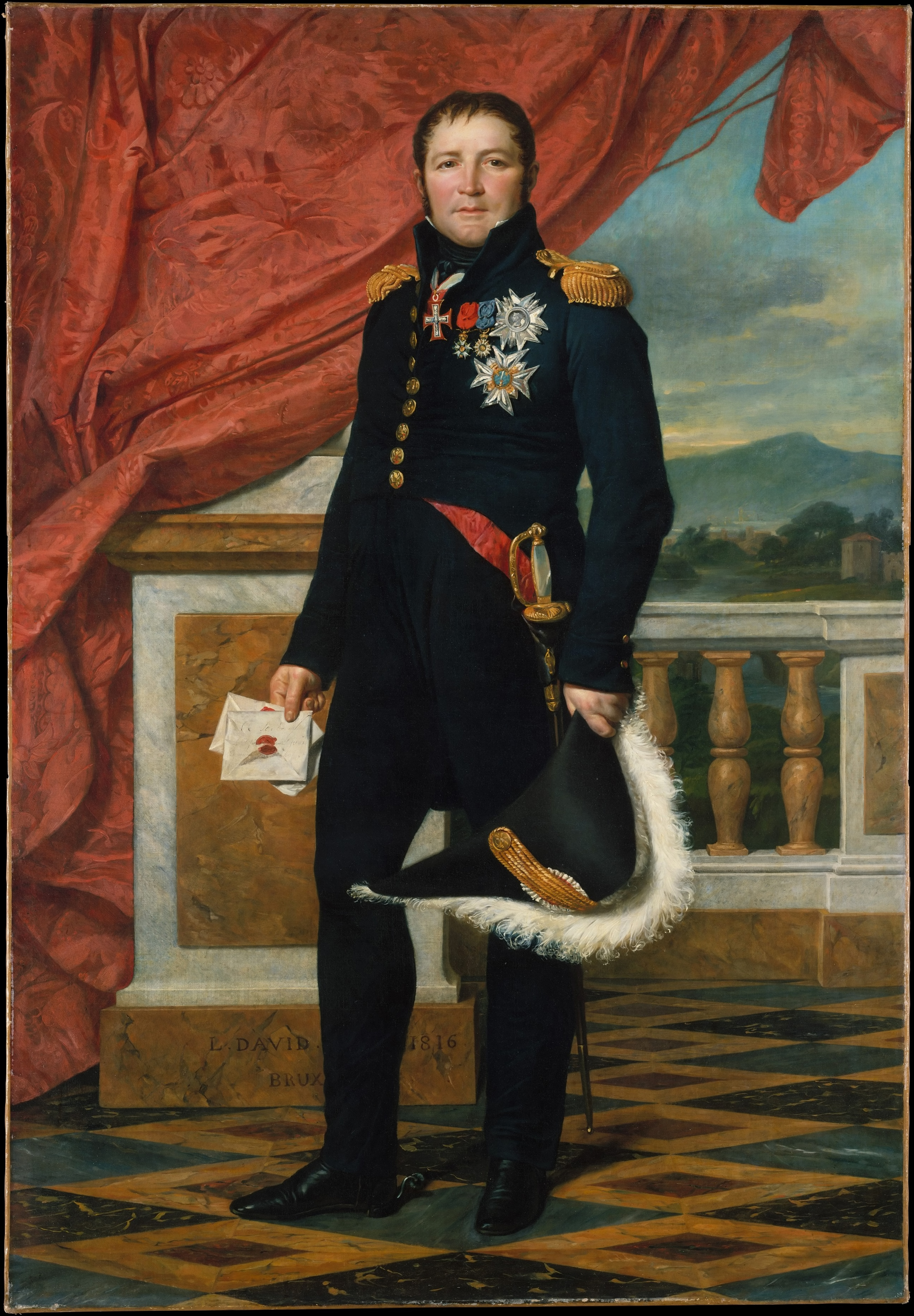
Étienne Maurice Gérard
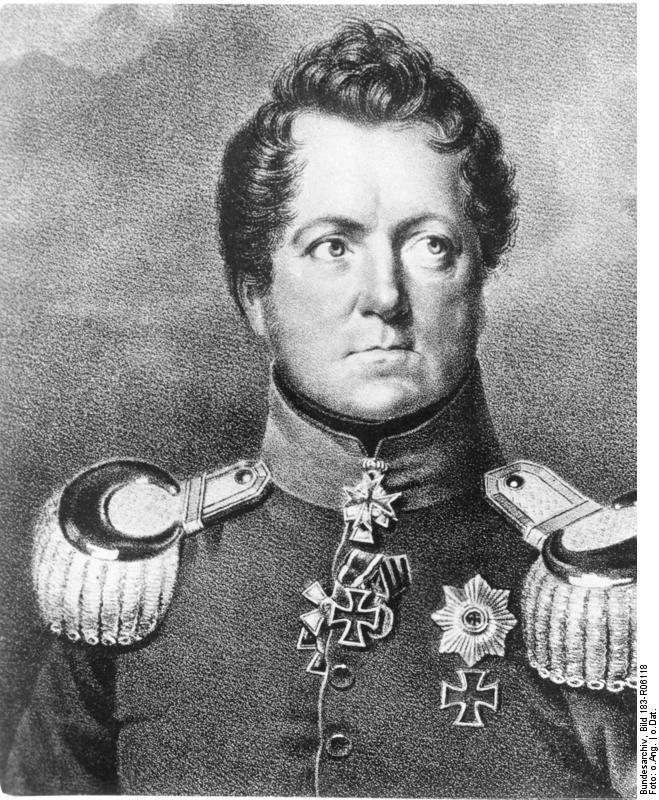
August Neidhardt von Gneisenau
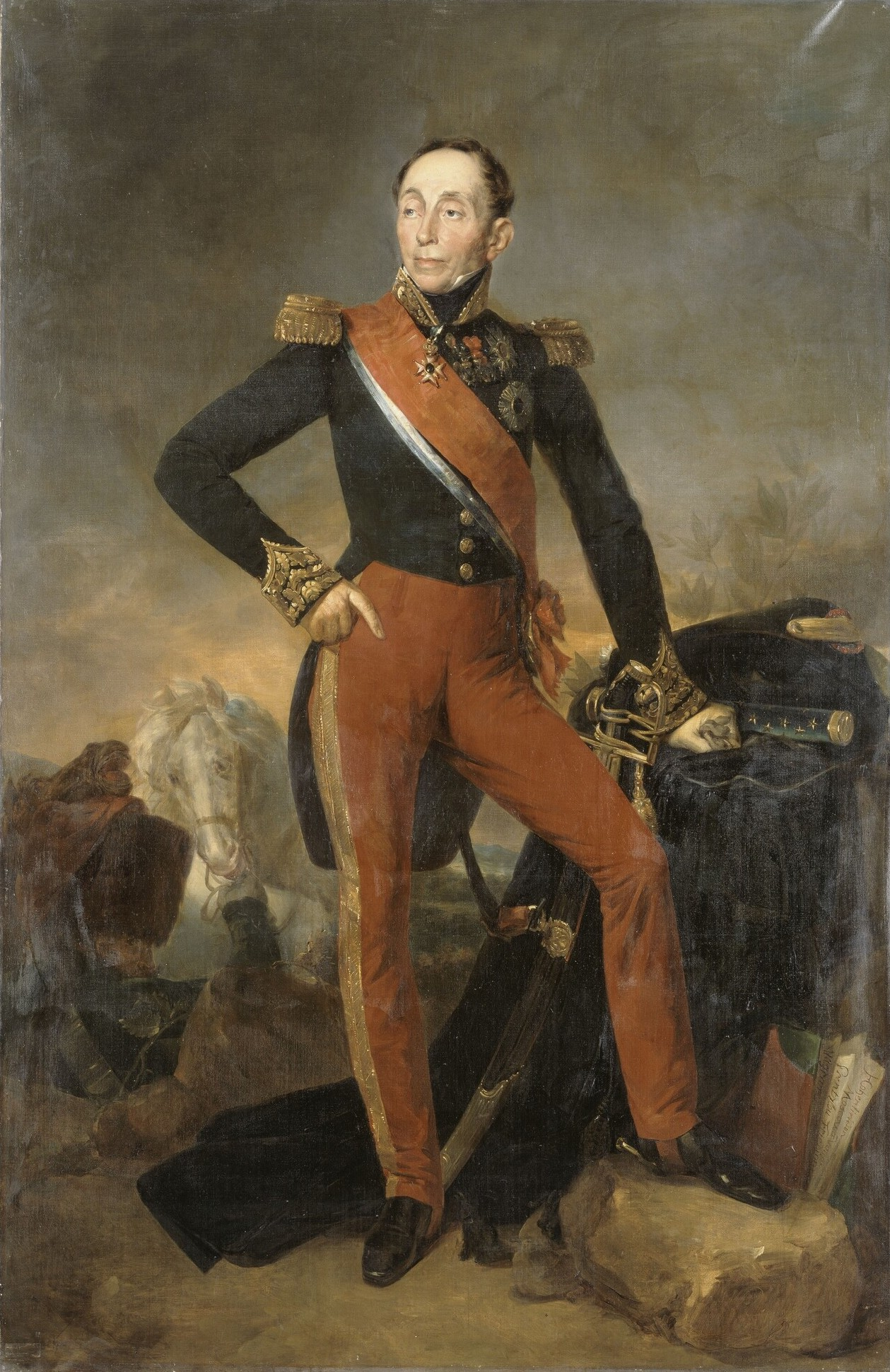
Emmanuel de Grouchy

## H
- Constant d'Hane de Steenhuyse, majoor, 8e regiment huzaren
- Francis Hepburn, luitenant-kolonel, Scots Guards
- Rowland Hill, luitenant-generaal, bevelhebber van het 2e geallieerde legerkorps
- Carel Sirardus Willem van Hogendorp, chef d'escadron, kurassiers[7]

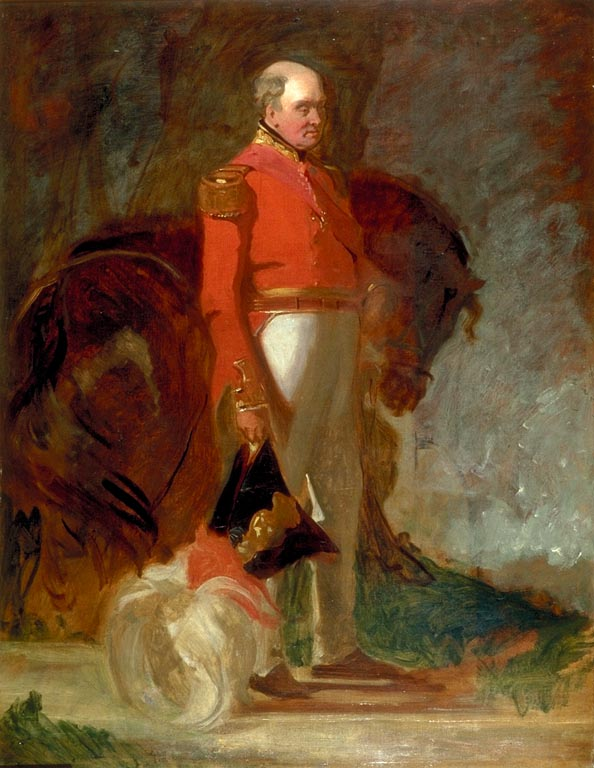
Rowland Hill
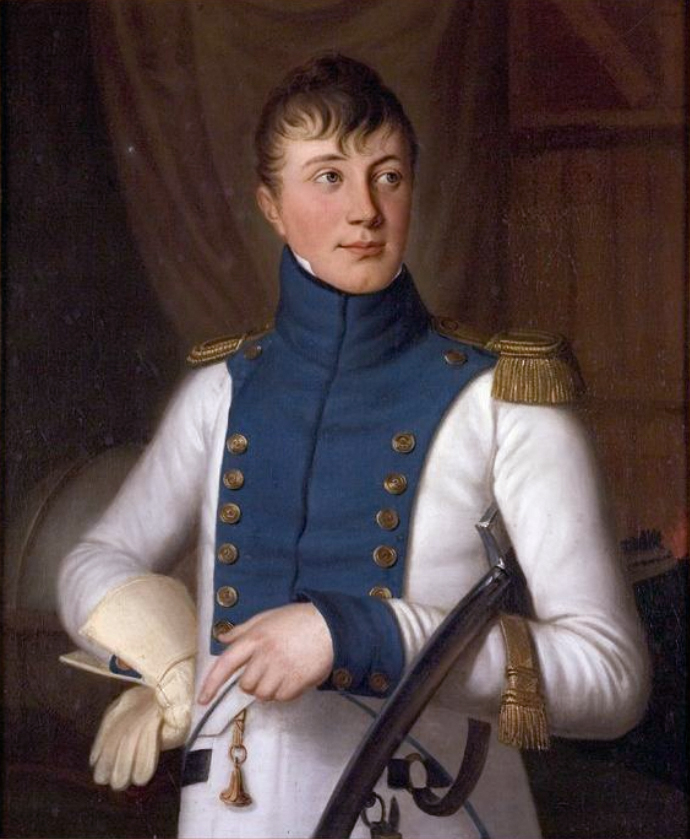
Carel Sirardus Willem van Hogendorp

## K
- François Étienne de Kellermann, bevelhebber 3e cavaleriekorps onder Ney
- Jozef Kluyskens, opperheelmeester van de Nederlandse legers
- Carel Frederik Krahmer de Bichin, kapitein rijdende artillerie, brigade Detmers

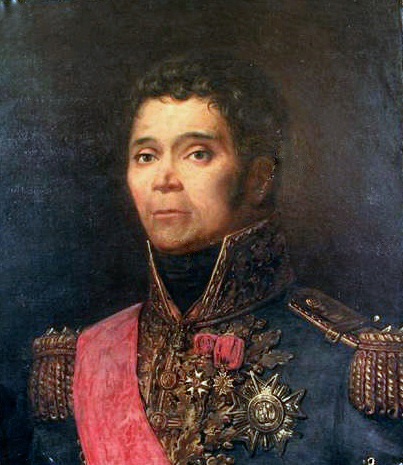
François Étienne de Kellermann
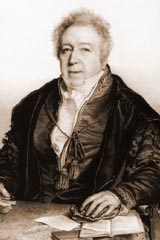
Jozef Kluyskens
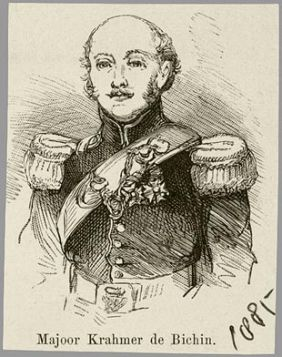
Carel Frederik Krahmer de Bichin

## L
- Georges Mouton, comte de Lobau, divisiegeneraal, bevelhebber van het 6e Franse infanteriekorps

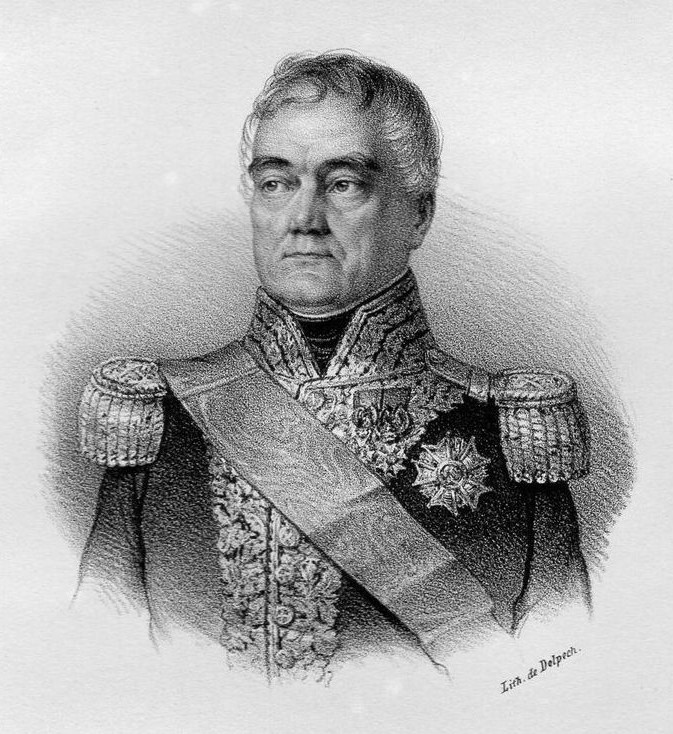
Lobau

## M
- Louis-Joseph Marchand, lijfknecht van Napoleon
- Jean Baptiste van Merlen †, generaal-majoor, 3e brigade lichte cavalerie, cavaleriedivisie de Collaert
- Isaac De Meyer, chirurgijn
- Karl von Müffling, verbindingsofficier

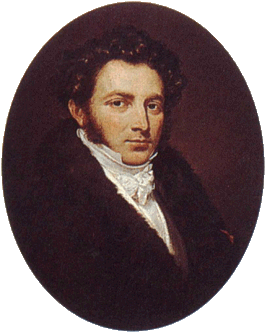
Louis-Joseph Marchand
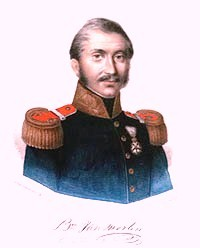
Jean Baptiste van Merlen
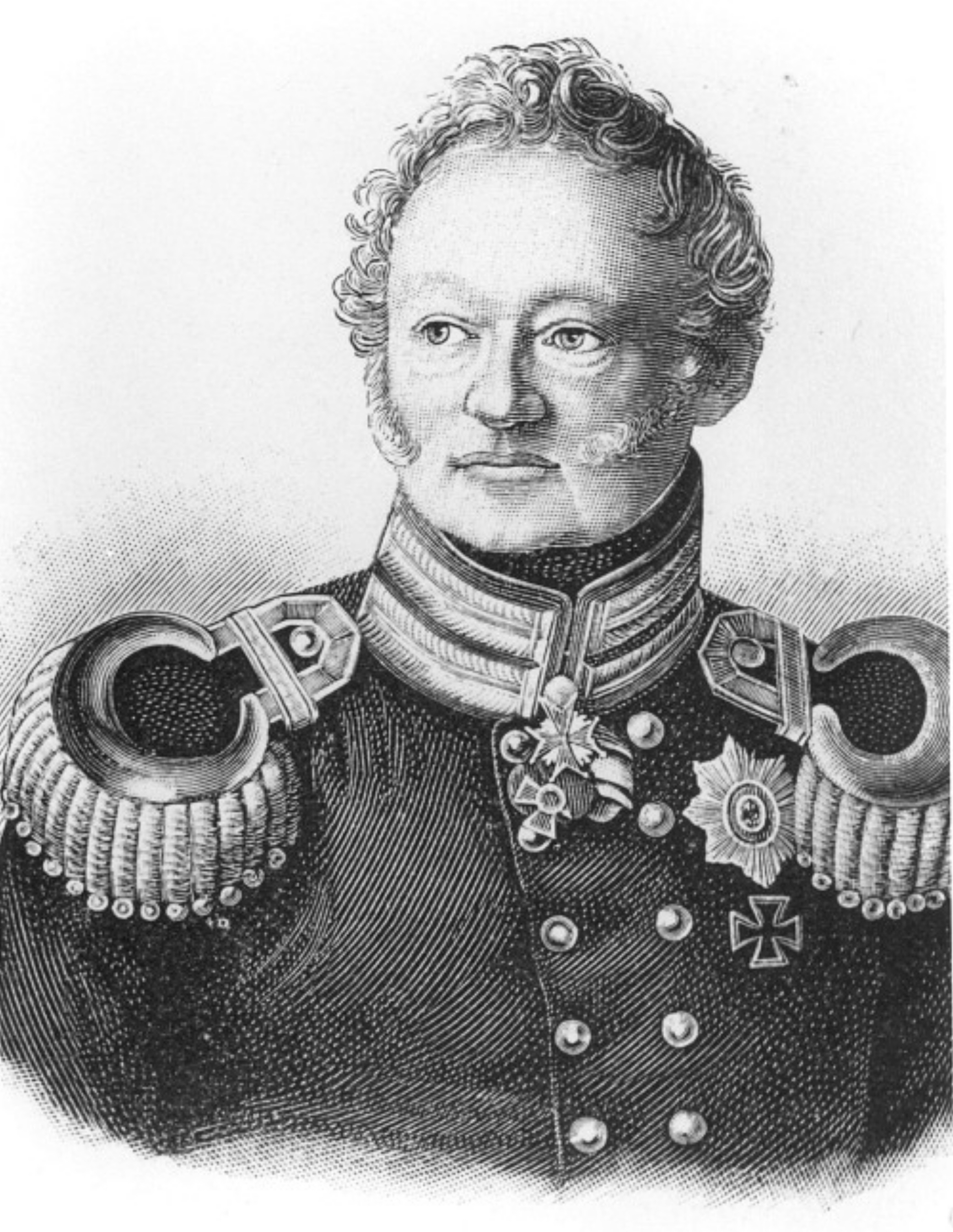
Karl von Müffling

## N
- Charles Nepveu, kapitein-adjudant van Constant de Rebecqe
- Michel Ney, maréchal d'Empire, bevelhebber van de linkervleugel van het Franse leger

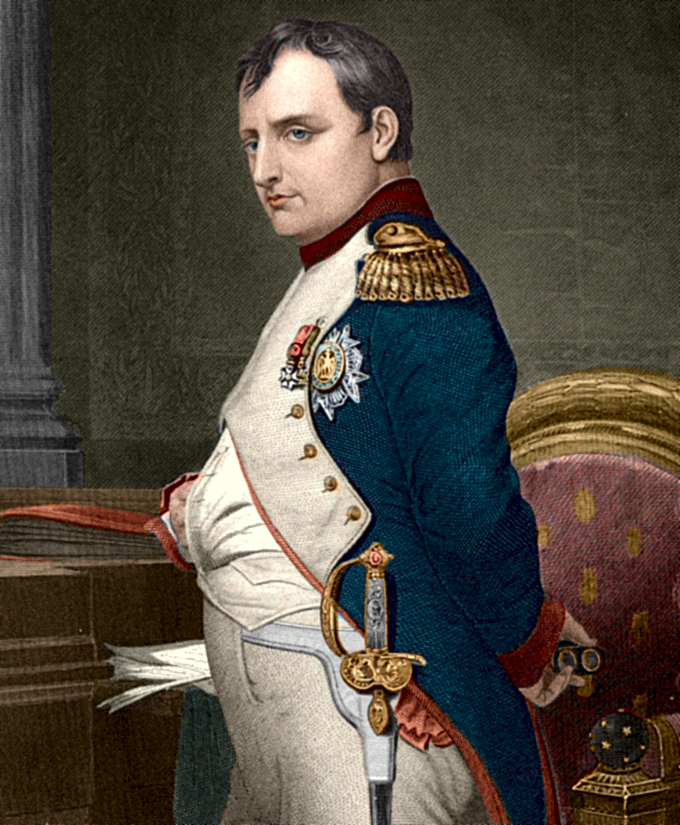
Napoleon Bonaparte
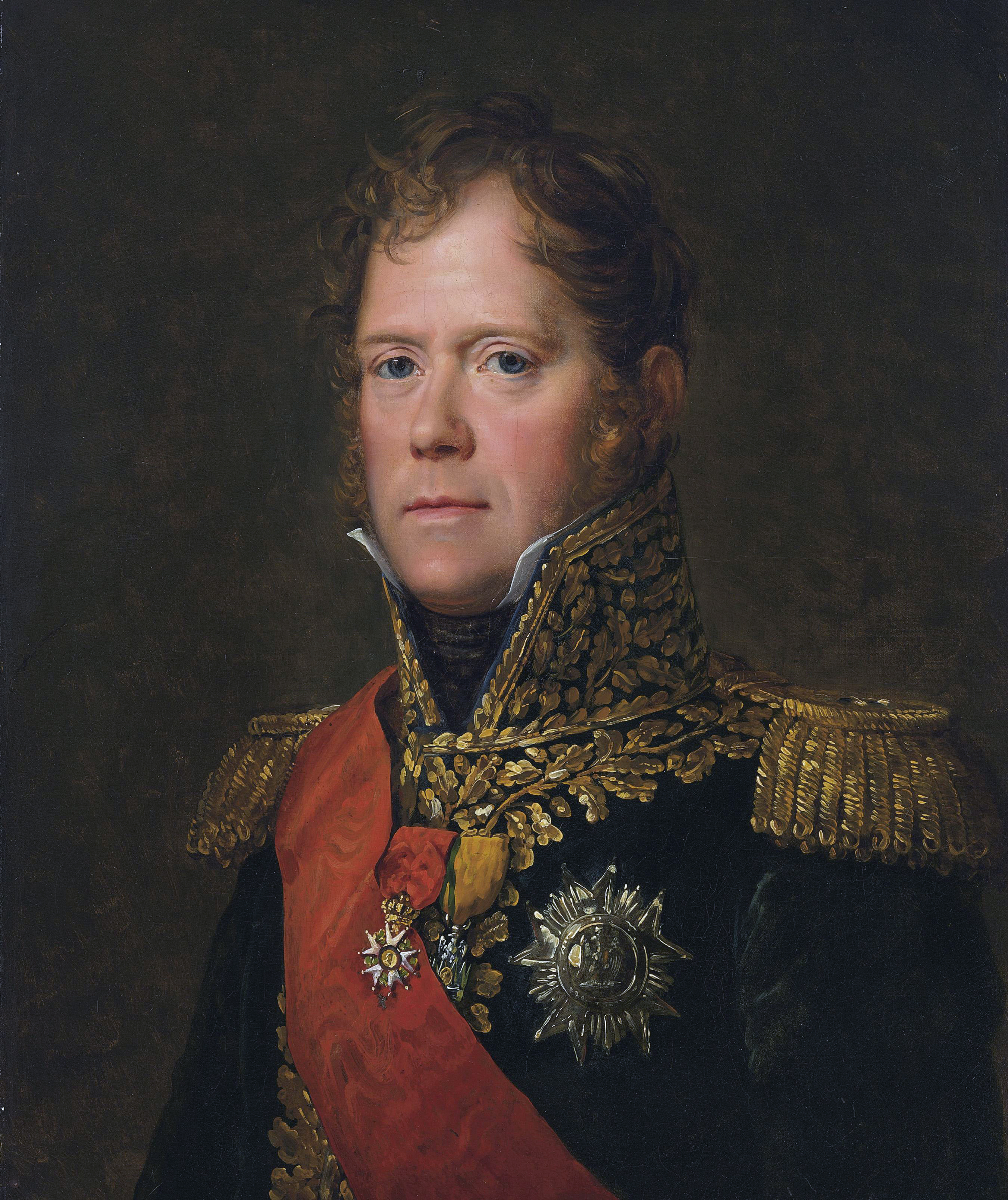
Michel Ney

## O
- Christian Friedrich Wilhelm von Ompteda †, 2e brigade Kings German Legion, divisie von Alten
- Willem, Prins van Oranje, bevelhebber van het 1e geallieerde legerkorps

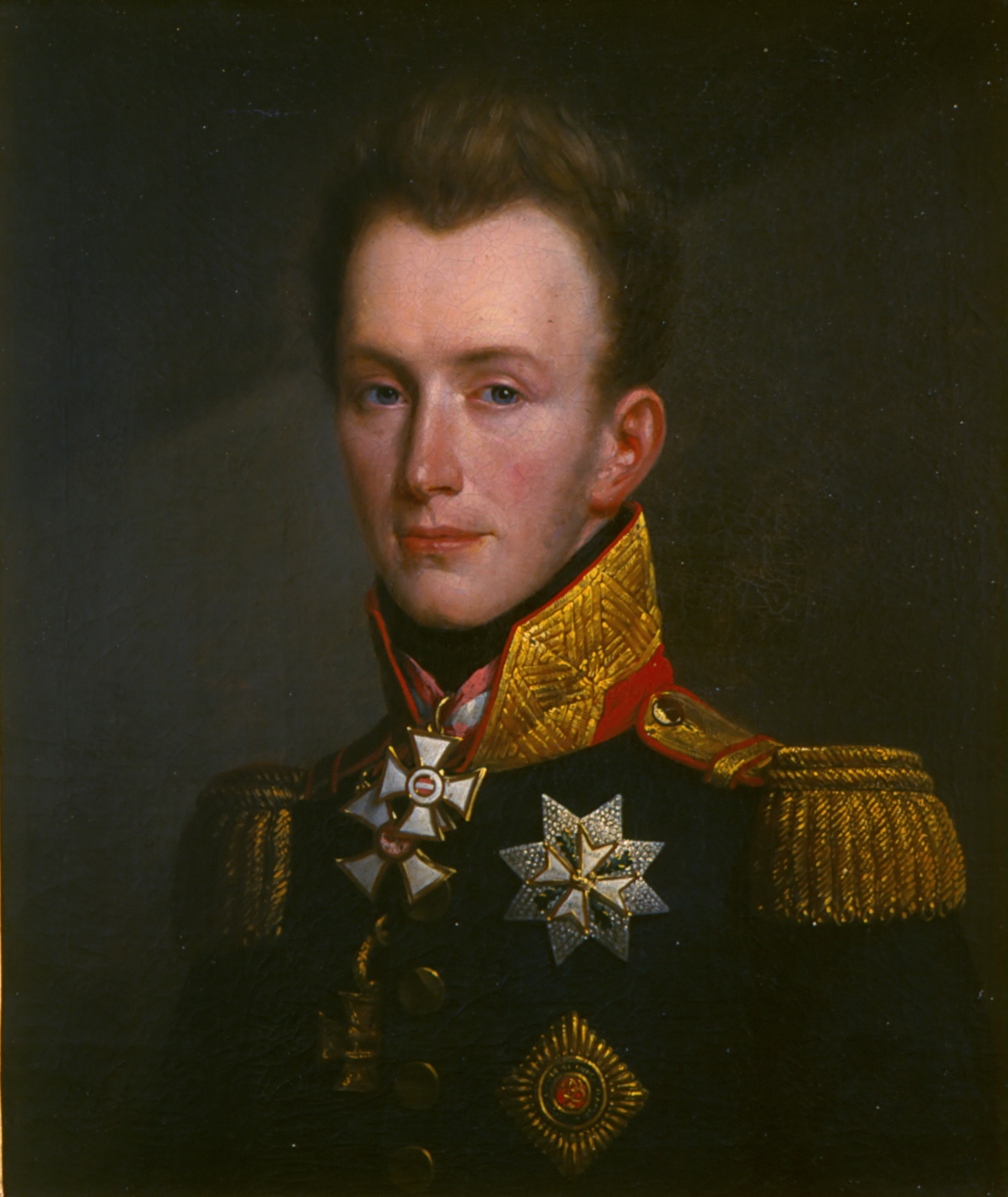
Willem II der Nederlanden

## P
- Henry Paget (Uxbridge), bevelhebber geallieerd cavaleriekorps
- Hendrik George de Perponcher Sedlnitsky, luitenant-generaal, bevelhebber 2e Nederlandse divisie
- Georg Dubislav Ludwig von Pirch, generaal-majoor, bevelhebber 2e Pruisisch legerkorps
- Thomas Picton †, luitenant-generaal, bevelhebber 5e infanteriedivisie
- William Ponsonby †, generaal-majoor, bevelhebber 2e cavaleriebrigade (Union brigade)

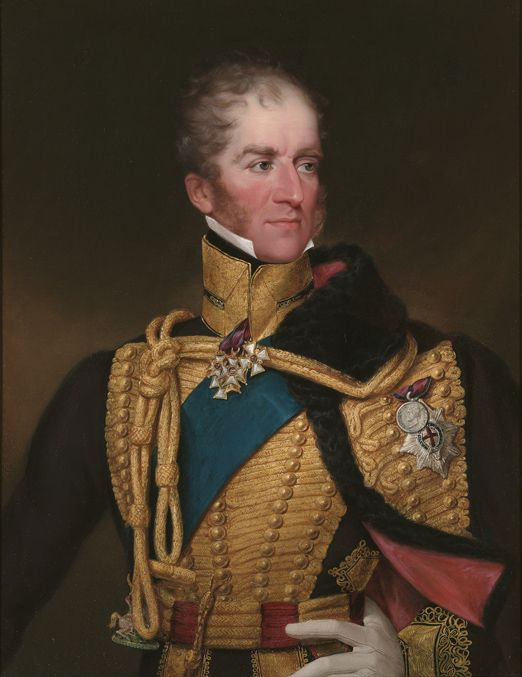
Henry Paget
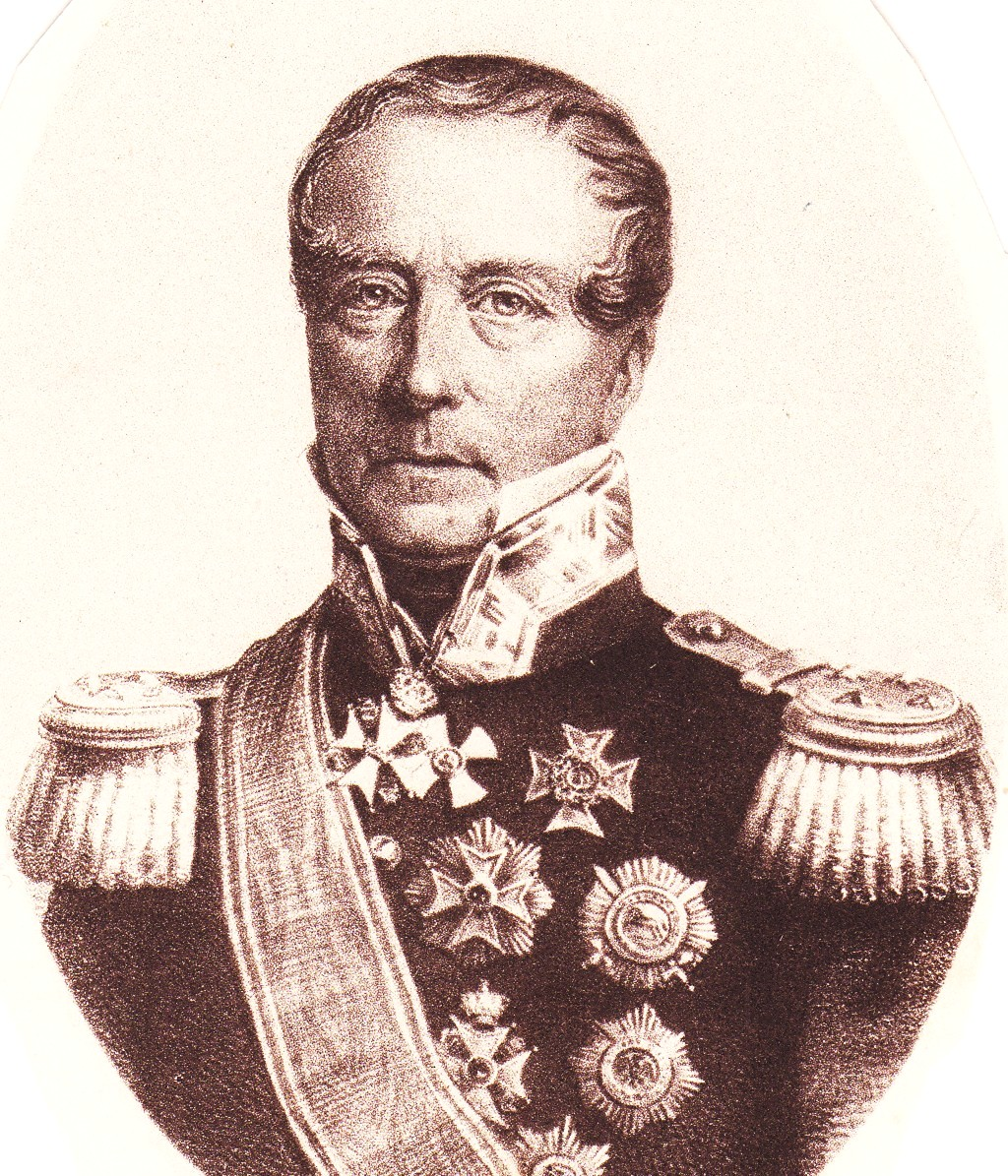
Hendrik George de Perponcher Sedlnitsky
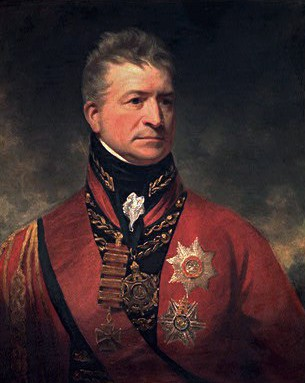
Thomas Picton
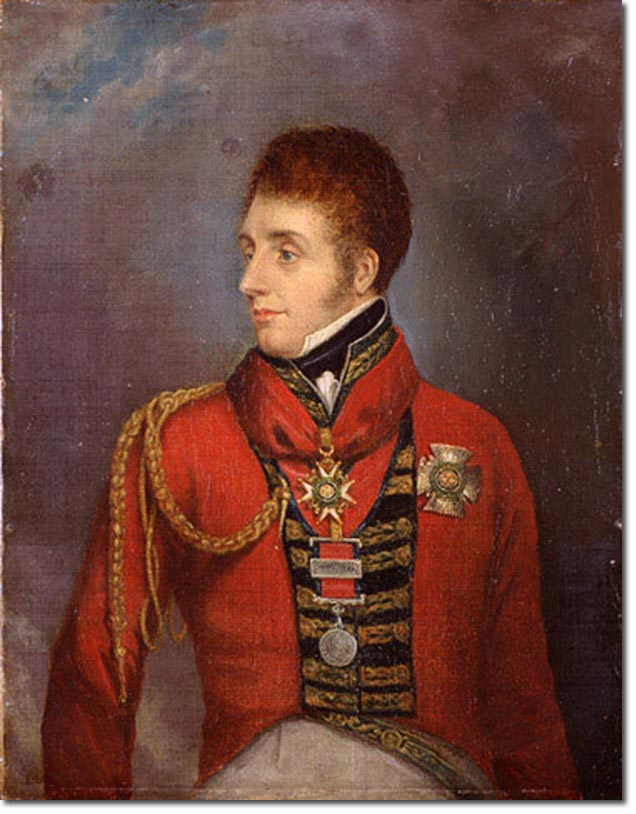
William Ponsonby

## Q
- Louis Robert de Quaita, ritmeester-adjudant, 2e brigade lichte cavalerie de Ghigny

## R
- Willem Frederik van Reede, generaal-majoor
- Lieve Martinus Isaäc van Reede van Oudtshoorn, ritmeester, Blauwe huzaren
- Honoré Charles Reille, divisiegeneraal, bevelhebber 2e Franse infanteriekorps
- Johan Christiaan Renno, luitenant-kolonel, lichte cavaleriebrigade Ghigny

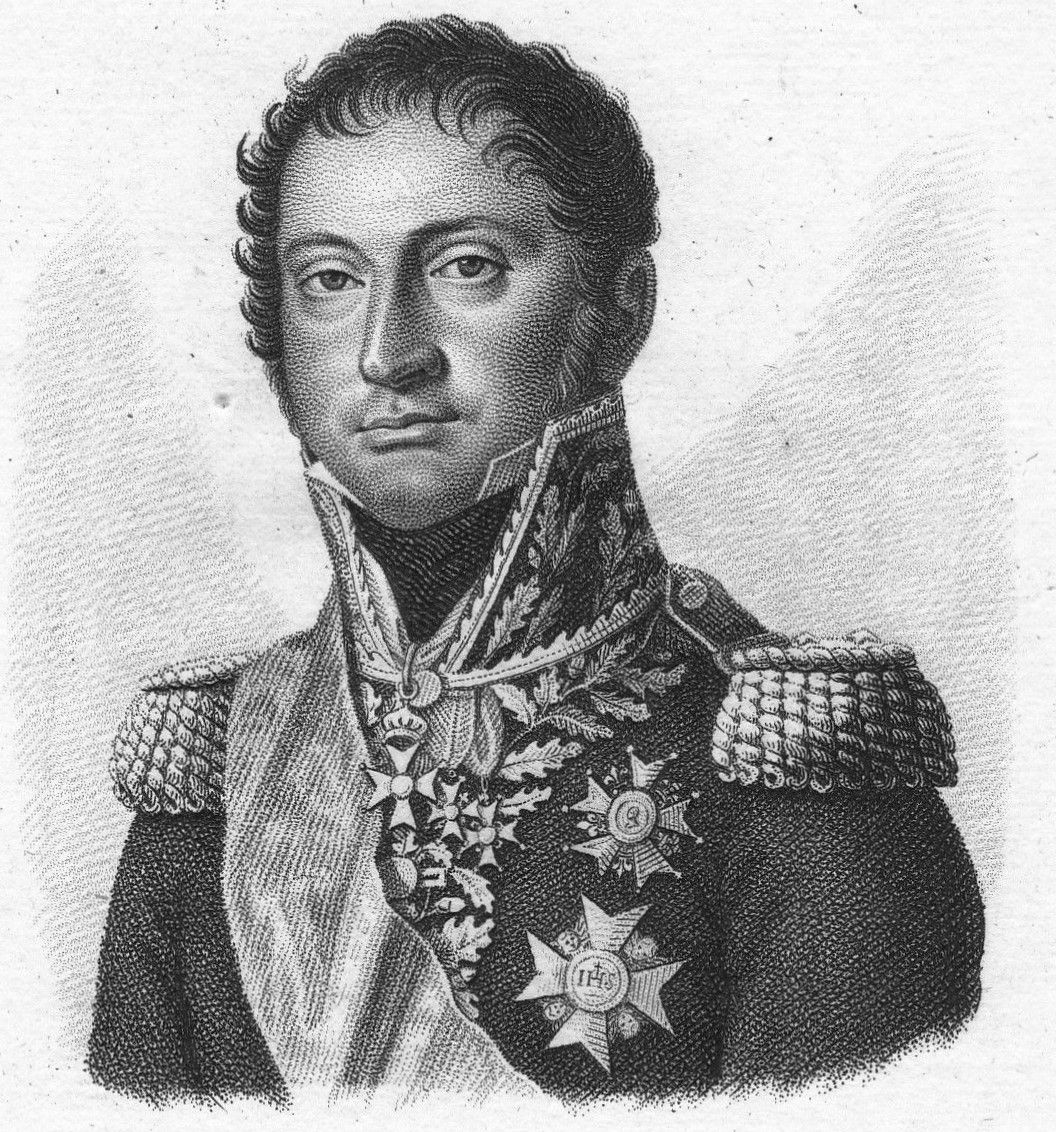
Honoré Charles Reille
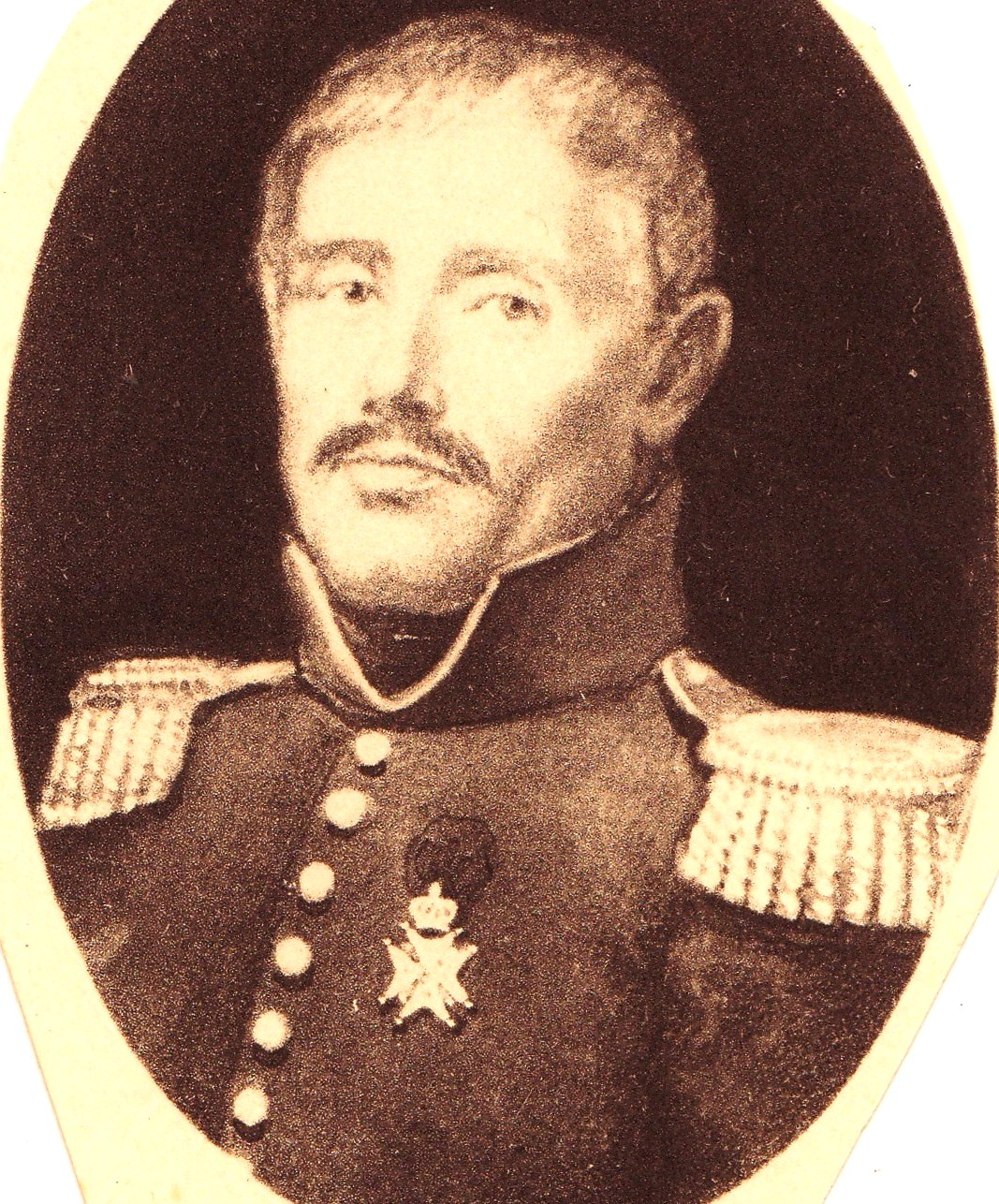
Johan Christiaan Renno

## S
- Karel Bernhard van Saksen-Weimar-Eisenach, kolonel, bevelhebber 2e brigade in divisie de Perponcher
- Louis de Sebille, onderluitenant van de cavalerie
- Joseph Anthelme Sève
- Nicolas Jean-de-Dieu Soult, maréchal d'Empire, stafchef van het Franse leger

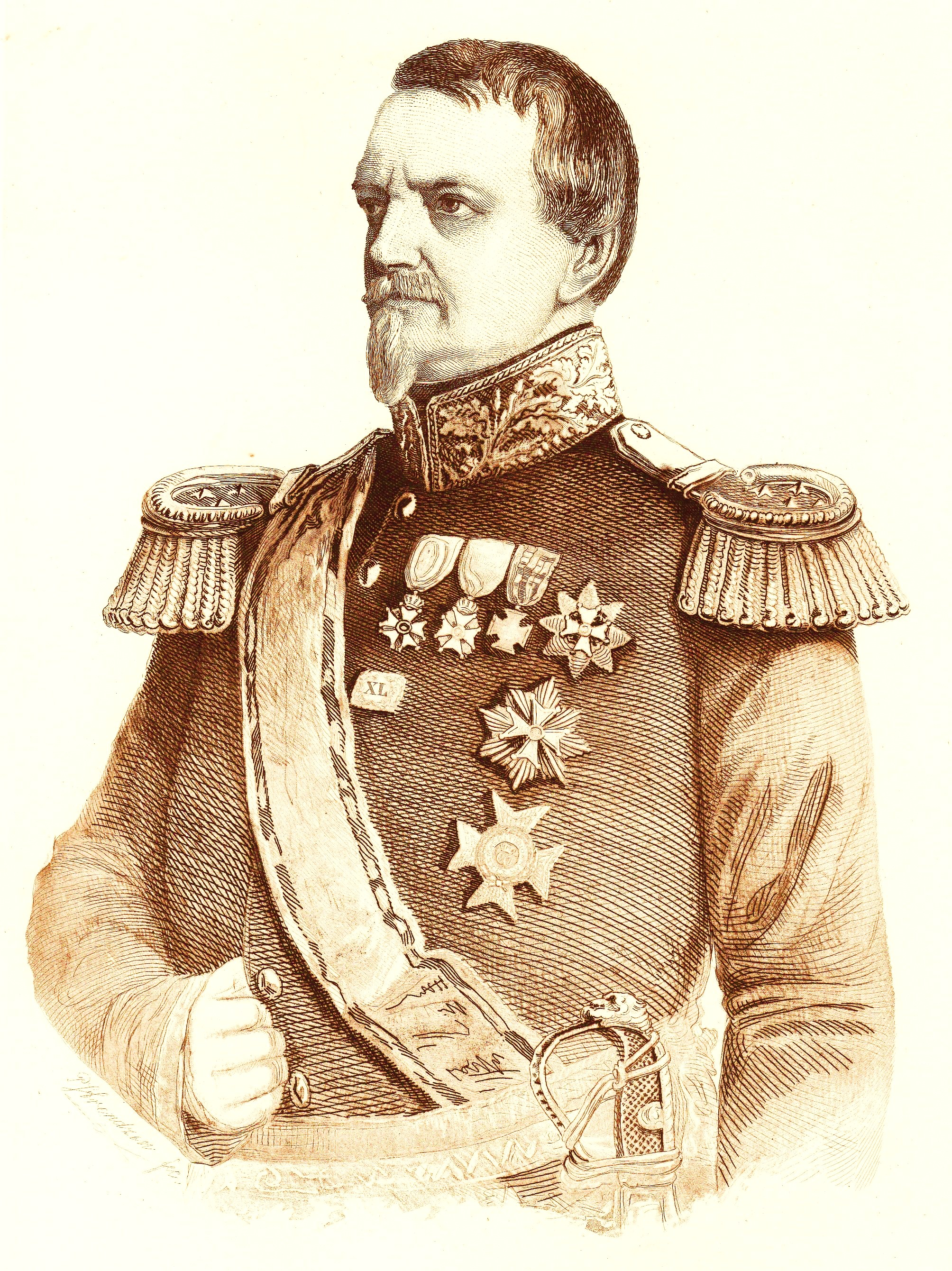
Karel Bernhard van Saksen-Weimar-Eisenach
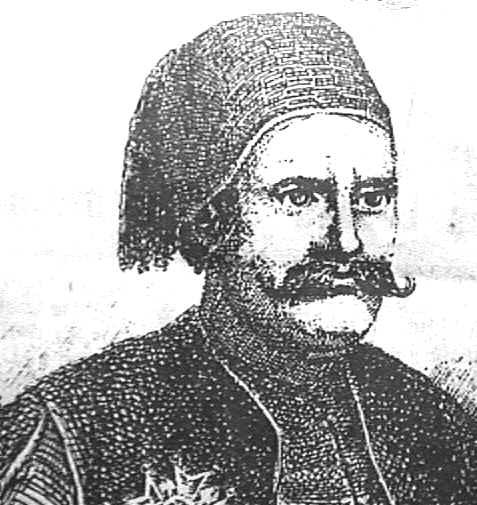
Joseph Anthelme Sève
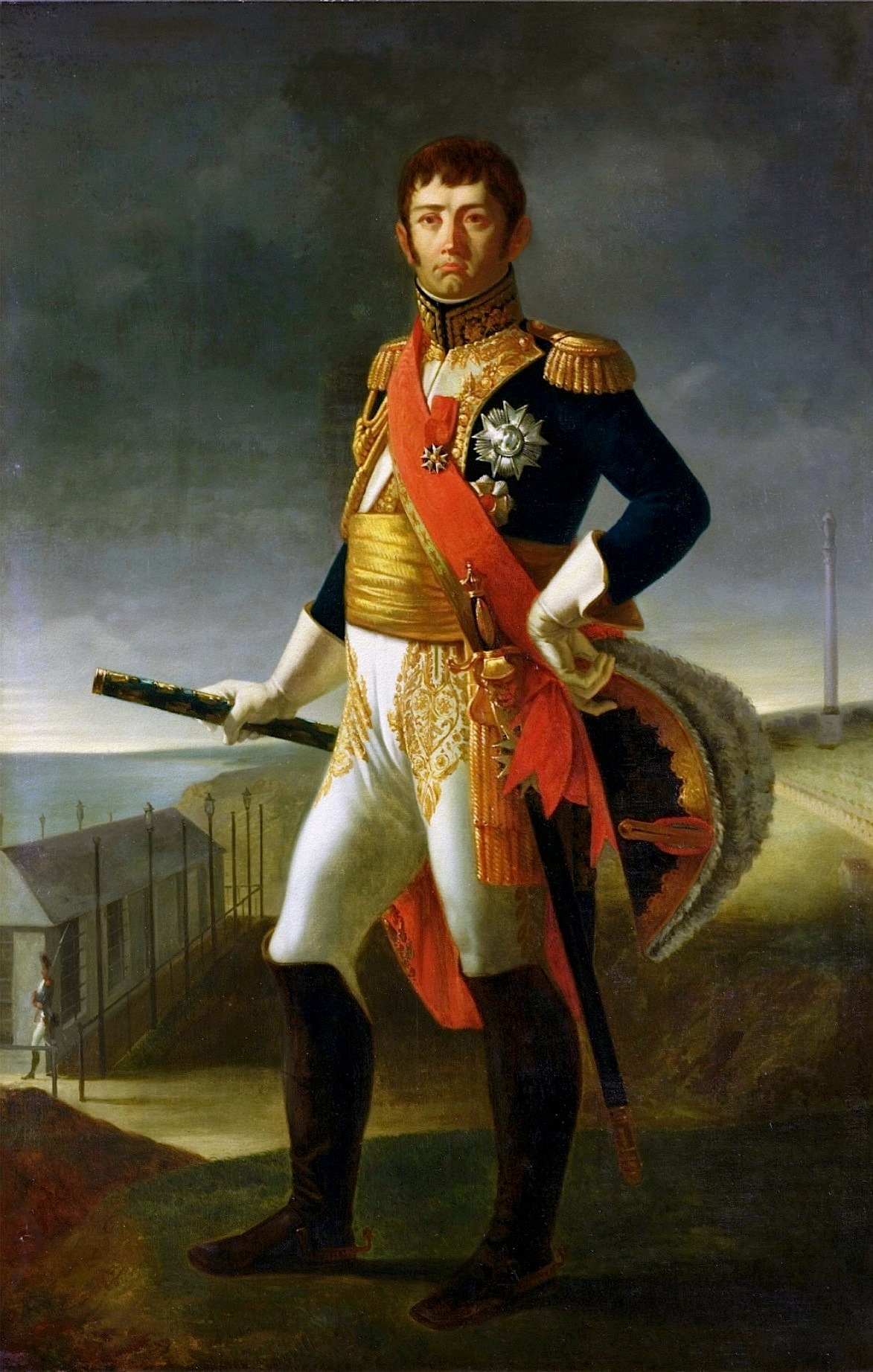
Nicolas Jean-de-Dieu Soult

## T
- Johann von Thielmann, bevelhebber 3e Pruisisch legerkorps
- Jan Jacob Thomson
- Étienne Jacques Travers, brigadegeneraal, bevelhebber 2e cavaleriebrigade in het 4e Franse cavaleriekorps
- Albert Dominicus Trip van Zoudtlandt, bevelhebber brigade zware cavalerie, Nederlandse cavaleriedivisie-Collaert

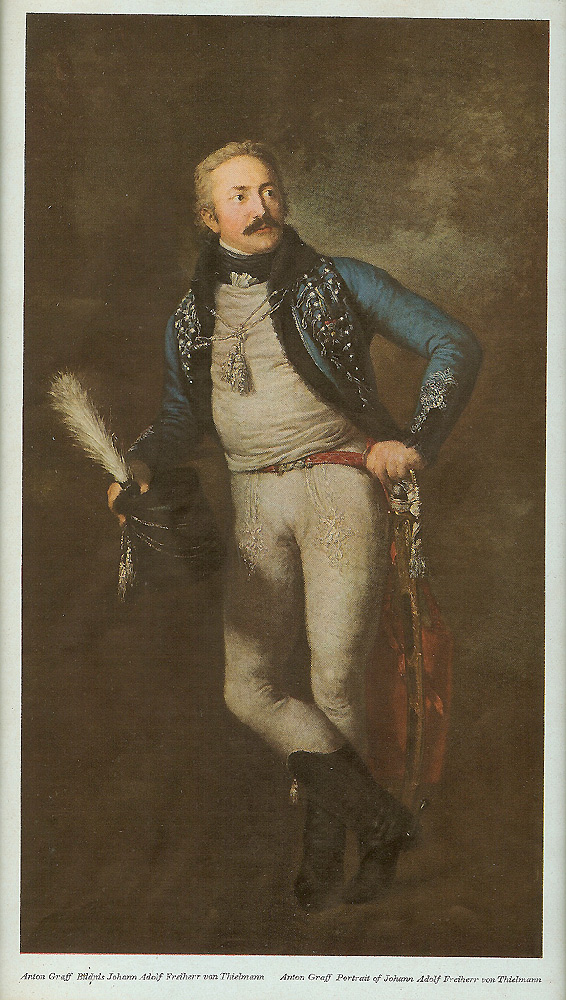
Johann von Thielmann
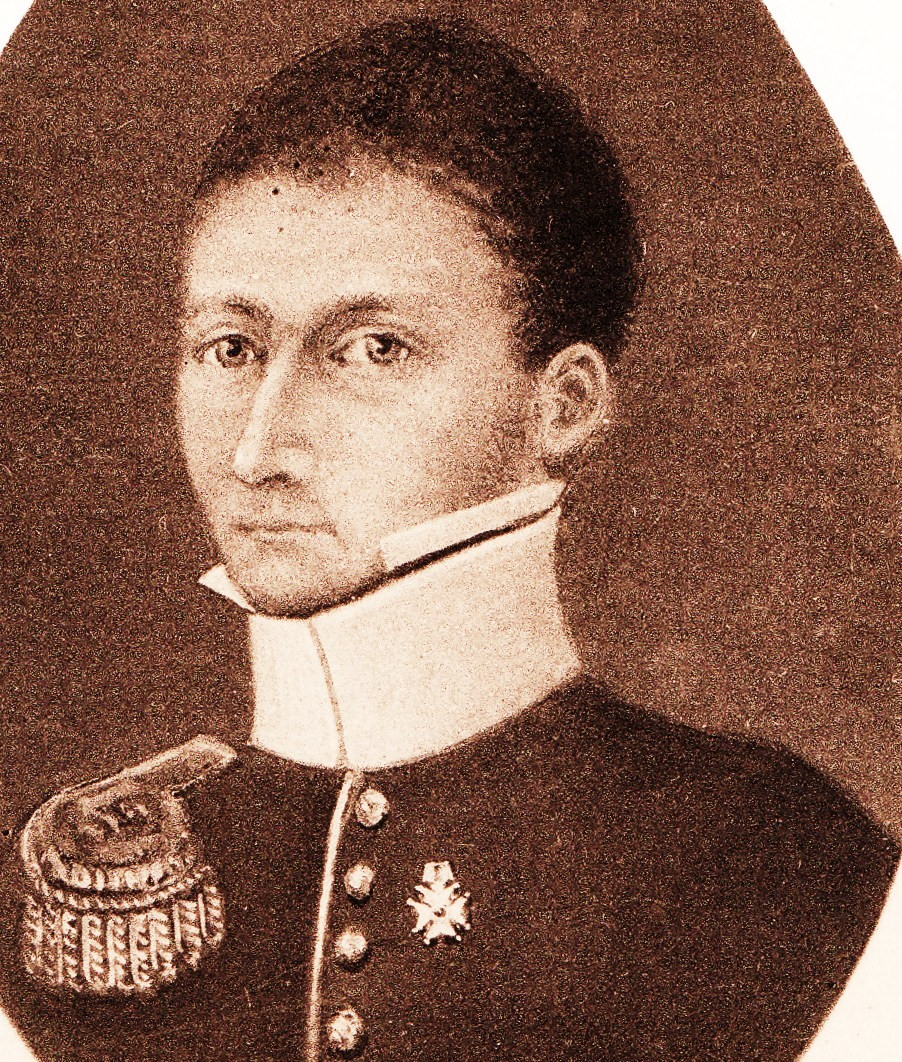
Jan Jacob Thomson
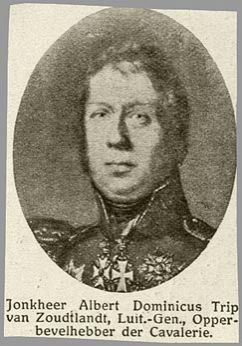
Albert Dominicus Trip van Zoudtlandt

## V
- Dominique Vandamme, divisiegeneraal, bevelhebber 3e Franse infanteriekorps
- François-Chrétien Vanden Sande, luitenant-kolonel, Bataljon Infanterie van Linie nr. 7, brigade-Van Bylandt
- Daniël de Vos Brouwer, Korps vrijwillige jagers van Van Dam

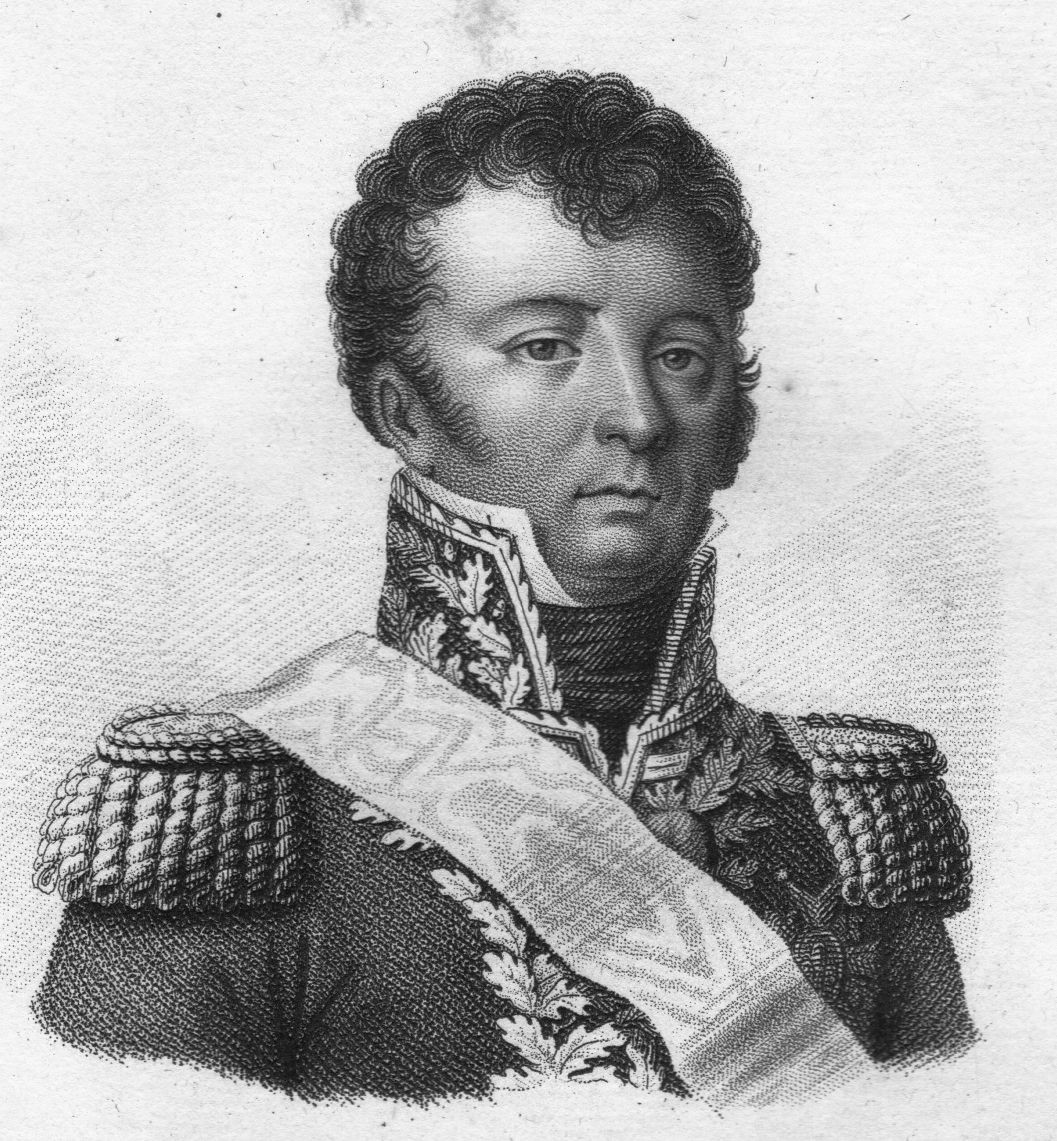
Dominique Vandamme
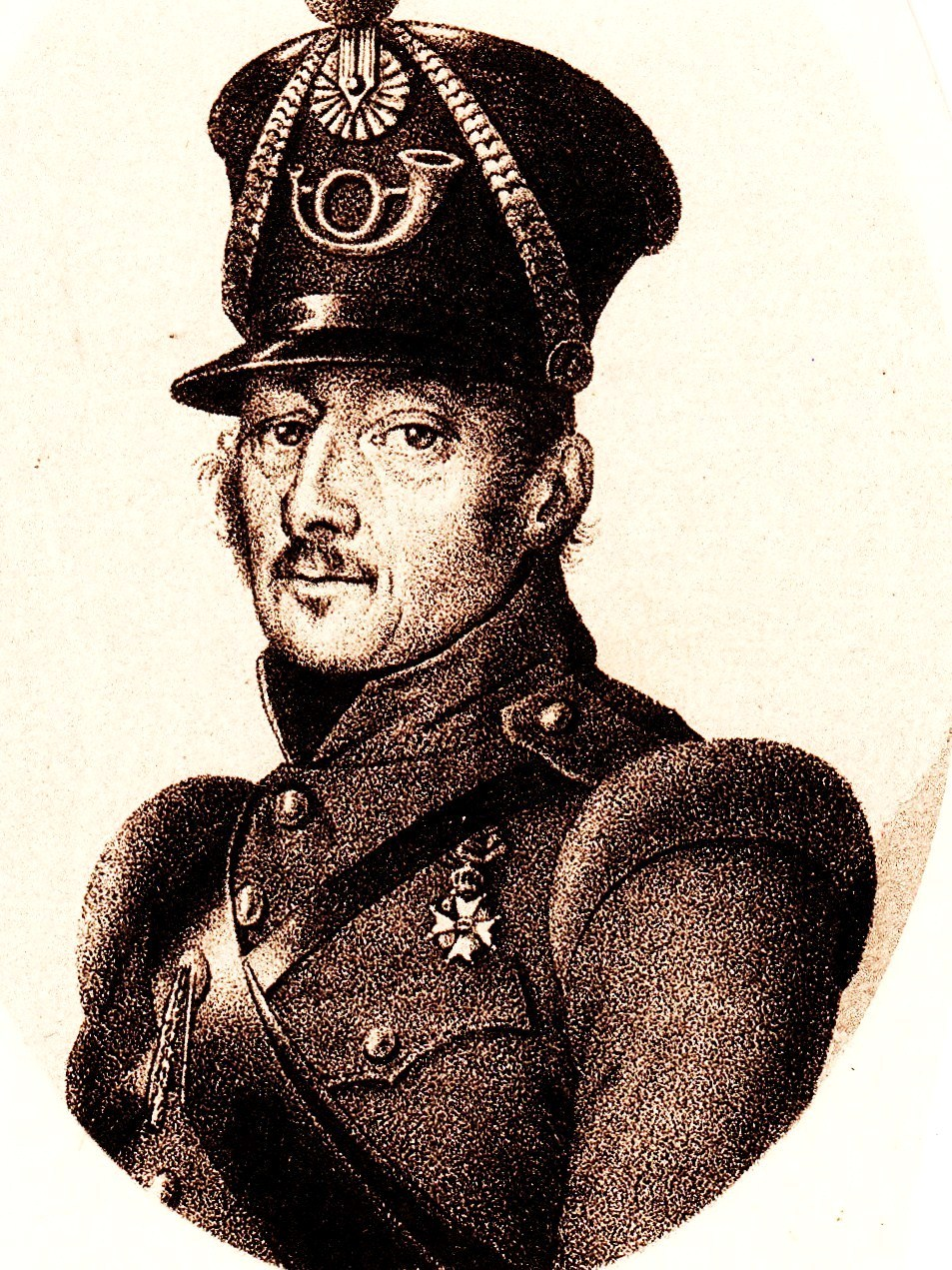
Daniël de Vos Brouwer

## W
- Jakob von Washington
- Arthur Wellesley, hertog van Wellington, geallieerd opperbevelhebber
- Jan Josias Westenberg, luitenant-kolonel, 5e bataljon nationale militie, brigade-Van Bylandt

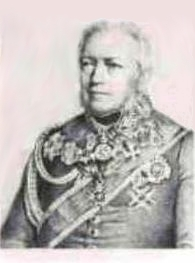
Jakob von Washington
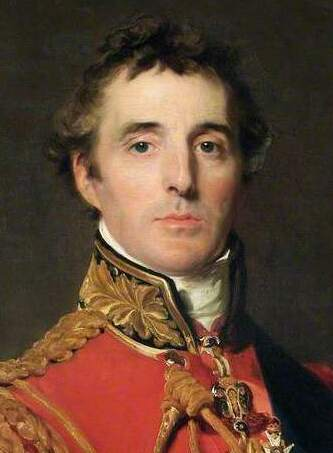
Arthur Wellesley

## Z
- Hans Ernst Karl Graf von Zieten, luitenant-generaal, bevelhebber 1e Pruisisch legerkorps
- Pieter Hendrik van Zuylen van Nijevelt, stafchef 2e Nederlandse divisie (de Perponcher)

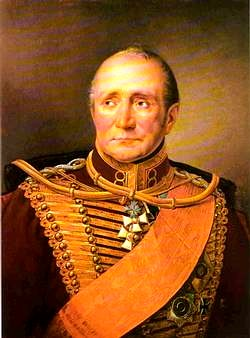
Hans Ernst Karl Graf von Zieten
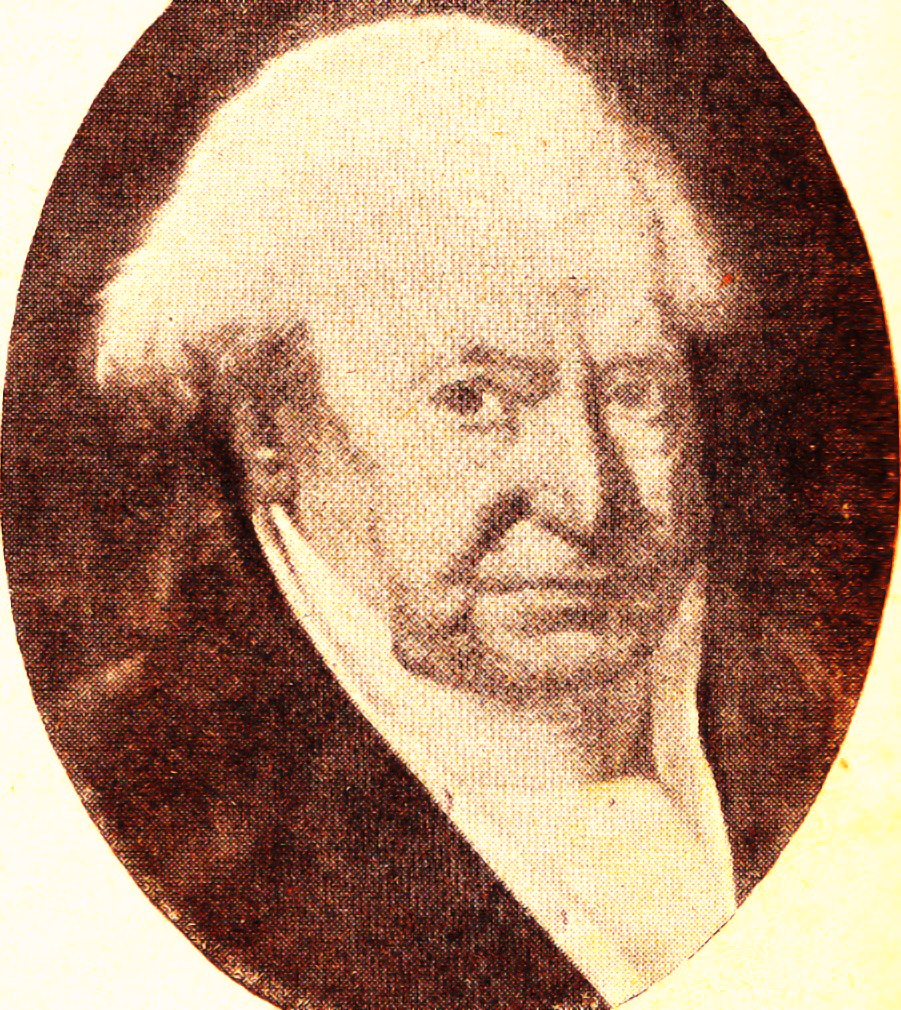
Pieter Hendrik van Zuylen van Nijevelt